# Hohentwiel
Der Hohentwielⓘ ist ein 696,2 m ü. NHN hoher Berg in Deutschland im Hegau in der Nähe des Bodensees. Auf dem Berg befindet sich die Festungsruine Hohentwiel. Er ist der Hausberg Singens und besteht hauptsächlich aus einem Phonolith-Schlotpfropfen. Vor 15 Millionen Jahren begann eine Phase aktiven Vulkanismus, in der der Hohentwiel ein Vulkan war. In einer zweiten, vor ungefähr acht Millionen Jahren beginnenden Vulkanismusphase konnte das Magma nicht mehr an die Oberfläche vordringen und bildete die charakteristische Quellkuppe, die in den Kaltzeiten des Quartärs durch Abtragungen der Gletscher freigelegt wurde. Die wichtigsten Gesteine, die den Berg aufbauen, sind Phonolith und Deckentuff. An Vegetation herrschen darauf Trockenrasen und Bewaldung vor. In den Felsen und Mauern der Ruine lebt beispielsweise die seltene Italienische Schönschrecke.
Seit 9000 Jahren siedeln Menschen an den Hängen des Hohentwiel. Nachgewiesen sind Spuren aus der Jungsteinzeit, Rössener Kultur, La-Hoguette-Gruppe und der Kelten. Eine erste Befestigung des Berges um das Jahr 915 ist nachgewiesen. Die mittelalterliche Burg wurde ständig erweitert. Zu Beginn des 16. Jahrhunderts ging sie in den Besitz der Württemberger über, die sie zu einer Staatsfestung ausbauten. Im Dreißigjährigen Krieg wurde die Festung fünfmal erfolglos belagert. Unter Napoleon wurde sie geschleift und entwickelte sich schon bald danach zu einer Touristenattraktion. Im Jahr 2008 besuchten 86.000 Menschen die Ruine.
Eine Besonderheit ist das höchste Weinbaugebiet Deutschlands auf einer Höhe von 562 m ü. NHN: An der Südseite des Berges liegen zwei Weingüter. Der nördliche Teil des Hohentwiel ist seit 1988 für die Bundesautobahn 81 auf einer Länge von über 800 Metern untertunnelt.

## Namensherkunft
Erstmals erwähnt wurde die Burg in der St. Galler Klosterchronik Ekkehards IV. (um 980 bis 1060) als castellum tuiel, das 915 belagert wurde. Seit dem Übergang vom Spätmittelalter zur Frühen Neuzeit war neben Tuiel oder Twiel auch der Name Hohentwiel gebräuchlich. In dieser heutigen Form findet sich der Name erstmals im Jahre 1521 belegt.
Twiel – obwohl ein in der alemannischsprachigen Region nicht seltener Örtlichkeitsname – wurde schon früh nicht mehr verstanden. Der Humanist Melchior Goldast wollte den Hegauer Burgnamen von lateinisch duellum ‚Ort, an dem gekämpft wird‘ herleiten, was von Ernst Förstemann in seinem Altdeutschen Namenbuch von 1859 verworfen wurde; stattdessen plädierte er für eine keltische Herkunft. Hermann Jellinghaus, der Förstemanns Namenbuch überarbeitete, zweifelte 1916 Förstemanns Herleitung an, sie sei „kaum keltisch“, der Name sei „in der Schweiz mehrfach wiederkehrend“, doch einen eigenen Erklärungsversuch vermochte er nicht zu erbringen. Wegen des Anlauts geht man in jüngerer Zeit von einem alemannischen Ursprung aus. Das Wort könnte auf eine indogermanische Wurzel tu- mit der Bedeutung ‚schwellen‘ zurückgehen. Gesichert ist diese Annahme nicht.

## Lage und Umgebung

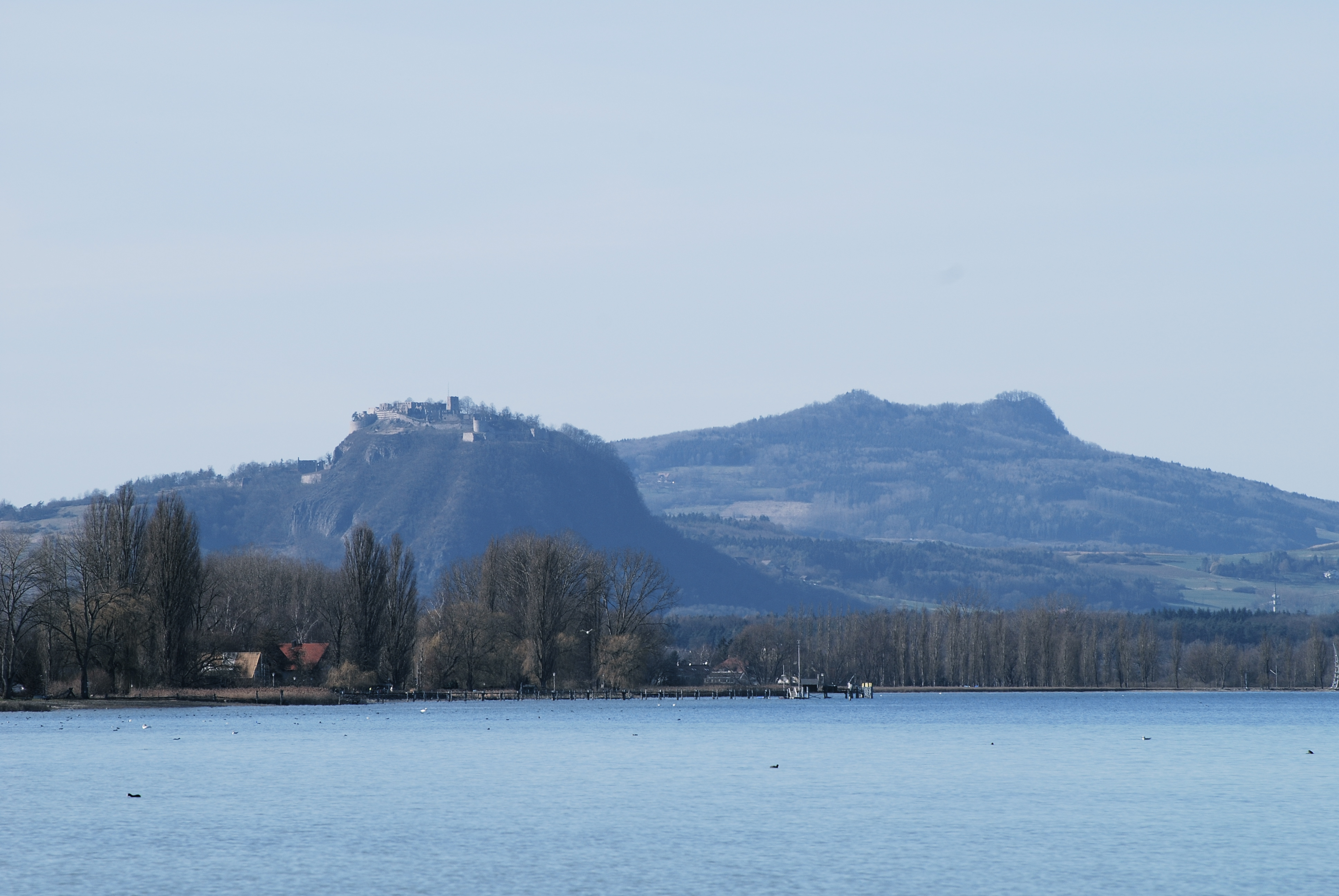
Bodensee, Hohentwiel, Hohenstoffeln

Der Hohentwiel befindet sich in der Vulkanregion Hegau im Süden von Baden-Württemberg. Sie gehört zum Regierungsbezirk Freiburg und zum Landkreis Konstanz. Der Berg erhebt sich nordwestlich von Singen, auf dessen Gemarkung er größtenteils liegt. Am Fuße des Osthangs verläuft die Radolfzeller Aach. Südöstlich liegt, zehn Kilometer entfernt, der Bodensee und westlich in drei Kilometer Entfernung Hilzingen, die zweite anteilige Gemarkung.
Die Quellkuppe des Hohentwiel fällt nach allen Seiten steil ab und ist vollständig bewaldet. Den Bergfuß bilden nach Westen hin flachere Hänge, im Osten steigt der Berg direkt und steil rund 260 Meter aus dem Aachtal empor. Im Norden und Nordwesten ragen in einer Entfernung von vier, fünf und sechs Kilometern die ebenso markanten Vulkanreste von Hohenkrähen, Mägdeberg und Hohenstoffeln empor.

## Geologie

Geologisches Profil 400 Meter in die Tiefe

Entwicklungsstadien seit Beginn des Vulkanismus im Miozän

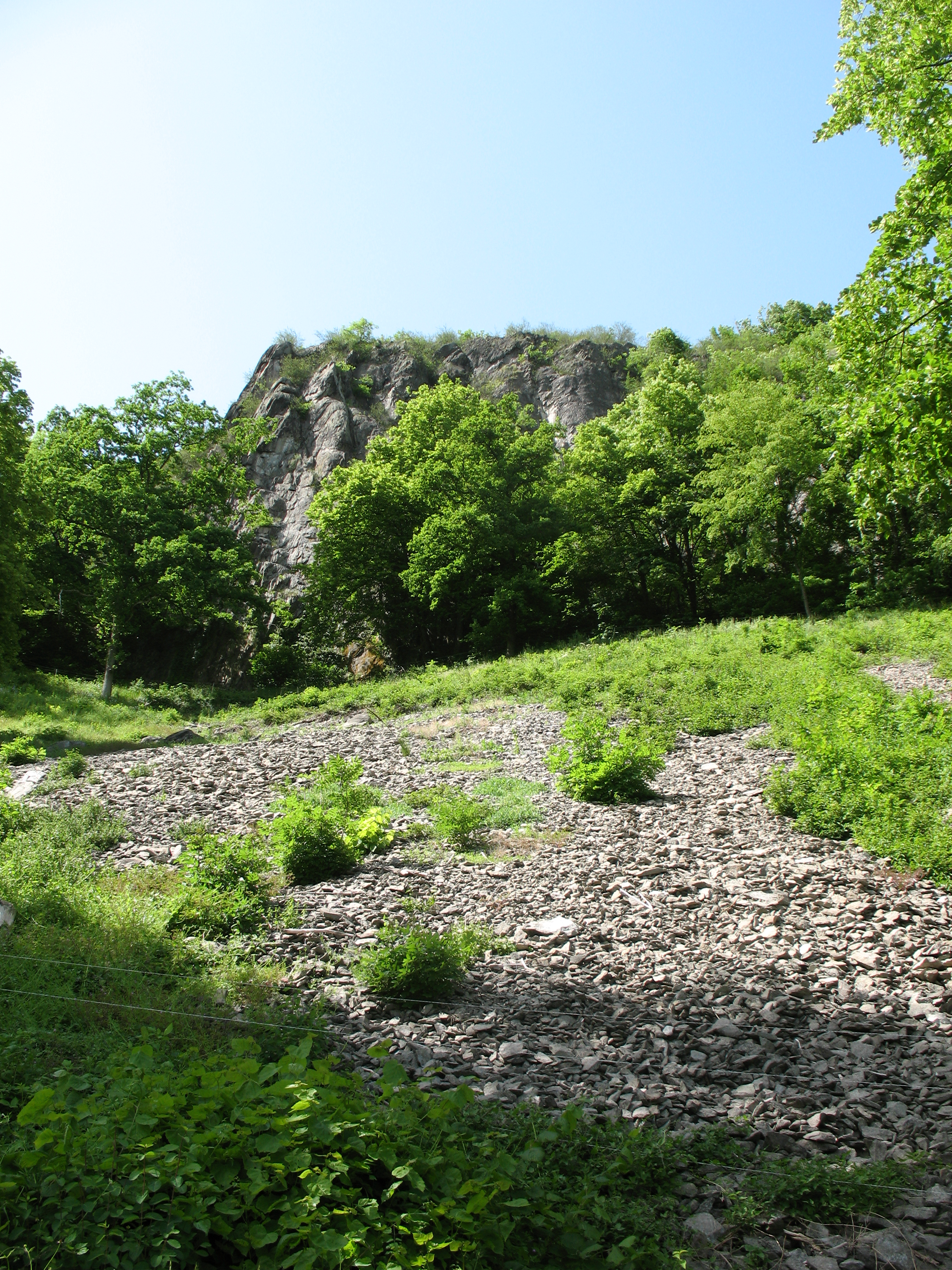
Phonolith-Erosion: Schutt am Osthang

Geologisch gesehen liegt der Hohentwiel in einer Einheit, die den Hegau und den westlichen Bodensee umfasst. Die verschiedenen Schichten der Umgebung sind durch Sedimentation entstanden. Durch die Entstehung der Alpen begannen vulkanische Aktivitäten in der Region. Ein Rest davon ist als großer Schlot der mit Deckentuff verfüllte Ur-Hohentwiel. An dessen Ostrand ragt der Phonolith als weiteres vulkanisches Zeugnis in die Höhe.
Auch der geologisch interessierte Johann Wolfgang von Goethe hielt seine geologischen Reiseeindrücke zum Hohentwiel in seinem Tagebuch fest, als er 1797 den Hegau durchreiste.

### Sedimentation seit dem Jura
Vor 200 Millionen Jahren, im Jura, waren die Ränder des späteren Mitteleuropas von einem Schelfmeer bedeckt, das den Rand des Urozeans Tethys darstellte. Dabei lagerten sich durch Sedimentation die Schichten des Süddeutschen Juras ab. Mit Beginn der Alpenauffaltung vor rund 65 Millionen Jahren, im frühen Paläogen, hob sich das Land mehr und mehr aus dem Wasser. Grund hierfür war die Kollision der driftenden Kontinente Afrika und Europa. Als Ausgleich zu den Hebungsbewegungen senkte sich das Gebiet zwischen den neu aufgefalteten Alpen und der Schwäbischen Alb, damit auch der Hegau. Gleichzeitig begannen erosive Prozesse, die die trockene Oberfläche abtrugen. Dieses Material lagerte sich in der immer noch überfluteten Senke ab und bildete ein Molassebecken am Meeresboden in Form sogenannter Meeresmolasse. Im Bereich der Flusseinmündungen aus höhergelegenen, trockenen Gebieten lagerte sich das Material als Süßwassermolasse ab. So entstand eine 5000 Meter mächtige Molassedecke.

### Vulkanismus im Miozän
Die wissenschaftliche Erforschung des Hohentwiels reicht bis ins späte 18. Jahrhundert zurück und lässt sich wie folgt zusammenfassen: Durch die Auffaltung der Alpen und der Hebung der Schwäbischen Alb kam es im Bereich des Hegaus auch zu Spannungen und Brüchen in der Tiefe. Nach Rückzug des Wassers begann im Miozän vor rund 15 Millionen Jahren Intraplattenvulkanismus. Dieser ist nicht wie beim tektonischen Vulkanismus an Plattengrenzen (Kontinentalgrenzen) gebunden, sondern tritt innerhalb einer kontinentalen Platte auf. Im Hegau ist der Vulkanismus auf eine Kreuzung der von Nordwest nach Südost verlaufenden Störungszone, dem Bonndorfer Graben und einen Nord-Süd verlaufenden Bruch vom Höwenegg nach Riedheim zurückzuführen. Sechs bis sieben Millionen Jahre gab es aktive Vulkane im Hegau. Die Zeitspanne kann in zwei Abschnitte gegliedert werden. In den ersten drei Millionen Jahren erreichten die Eruptionen die Erdoberfläche. Einer der Vulkane war der Ur-Hohentwiel, der im Laufe der Zeit durch Ausbrüche einen Tuff-Kegelberg ablagerte. Der Berg überragte seine Umgebung um 100 bis 200 Meter. Im Laufe der Zeit reduzierte sich die Mächtigkeit der Deckentuffe auf Grund fehlender Eruptionen durch Erosion wieder. Vor rund acht Millionen Jahren, im Tortonium, fand die zweite Phase der vulkanischen Tätigkeit statt. Das aufsteigende Magma erreichte die Oberfläche jedoch nicht mehr, sondern erstarrte in seinen Aufstiegsgängen durch die Molasse. Verursacht wurde dies vermutlich durch eine andere Zusammensetzung des Magmas, ein höherer Kieselsäureanteil machte die Masse zäher. So entstand der Schlotpfropfen, der damals unter der noch rund 100 Meter mächtigen Tuffdecke steckte.

### Quartäre Kaltzeiten
Der letzte stark prägende Abschnitt waren im Quartär die vier Kaltzeiten (Günz, Mindel, Riß und Würm). Die Alpengletscher schürften die Landschaft immer weiter ab, unter anderem wurde die Tuffdecke über dem Hohentwiel-Schlotpfropfen abgetragen. In der letzten Kaltzeit, der Würm-Kaltzeit vor 20.000 Jahren, drang der Rheingletscher wieder nach Norden vor. Der Bodensee-Vorlandgletscher, Teil des Rheingletschers, trug dabei die Molasse- und Tuffschichten um den Hohentwiel-Pfropfen soweit ab, dass der Pfropfen an die Oberfläche gelangte. Heute ist an der Nord- und Ostseite der Tuff verschwunden und der Pfropfen ragt 100 Meter frei empor. Tuff ist nur im Westen vorhanden, da hier der Pfropfen die Wirkung der Eismassen in ihrer Vorstoßrichtung neutralisierte. Da die Eismächtigkeit in der Würmeiszeit nicht mehr so groß war, ragte die Spitze des Hohentwiel beim letzten Vordringen des Gletschers wohl aus dem Eis hervor.

### Schichtung und Gesteine

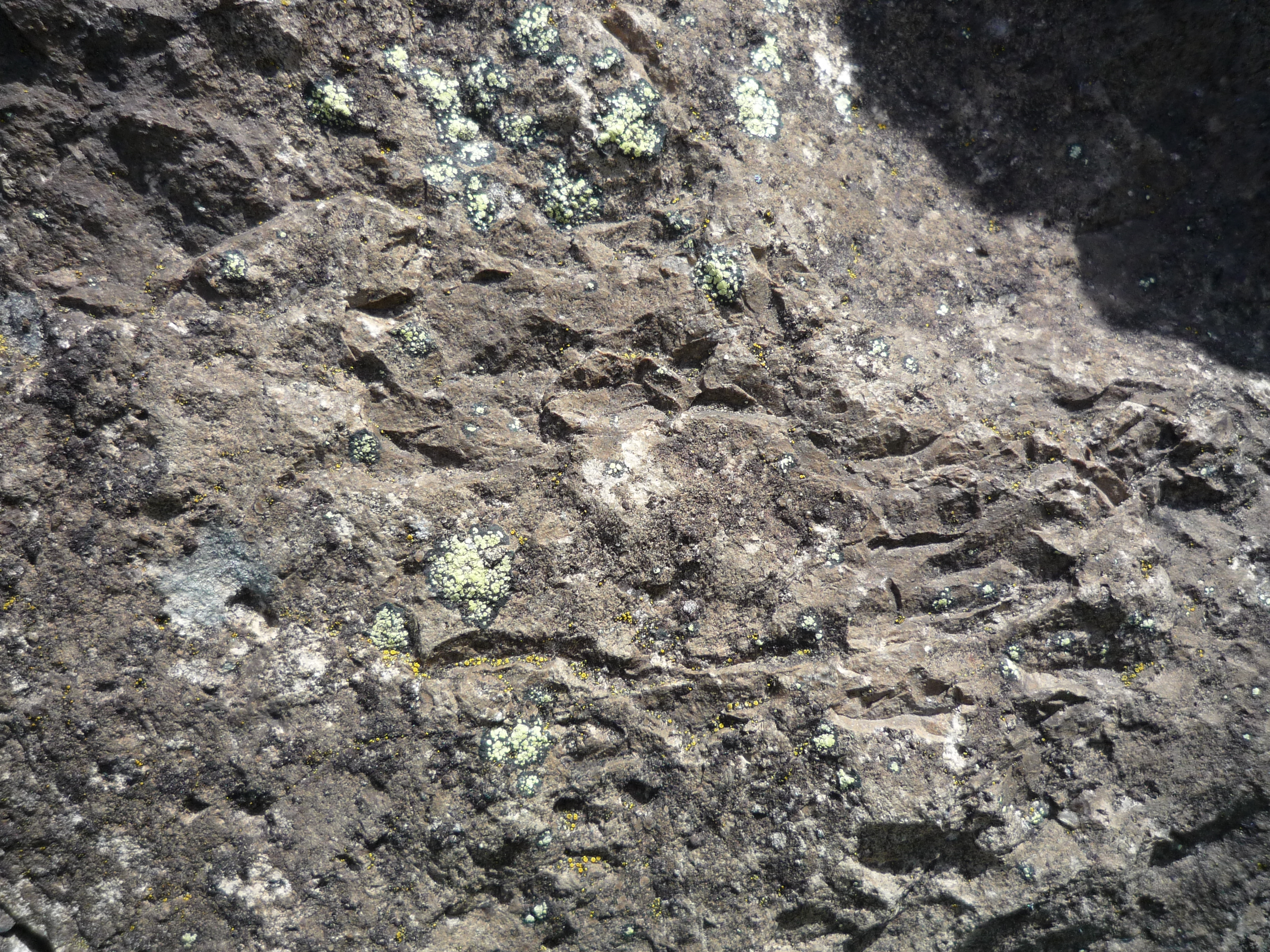
Hohentwieler Phonolith

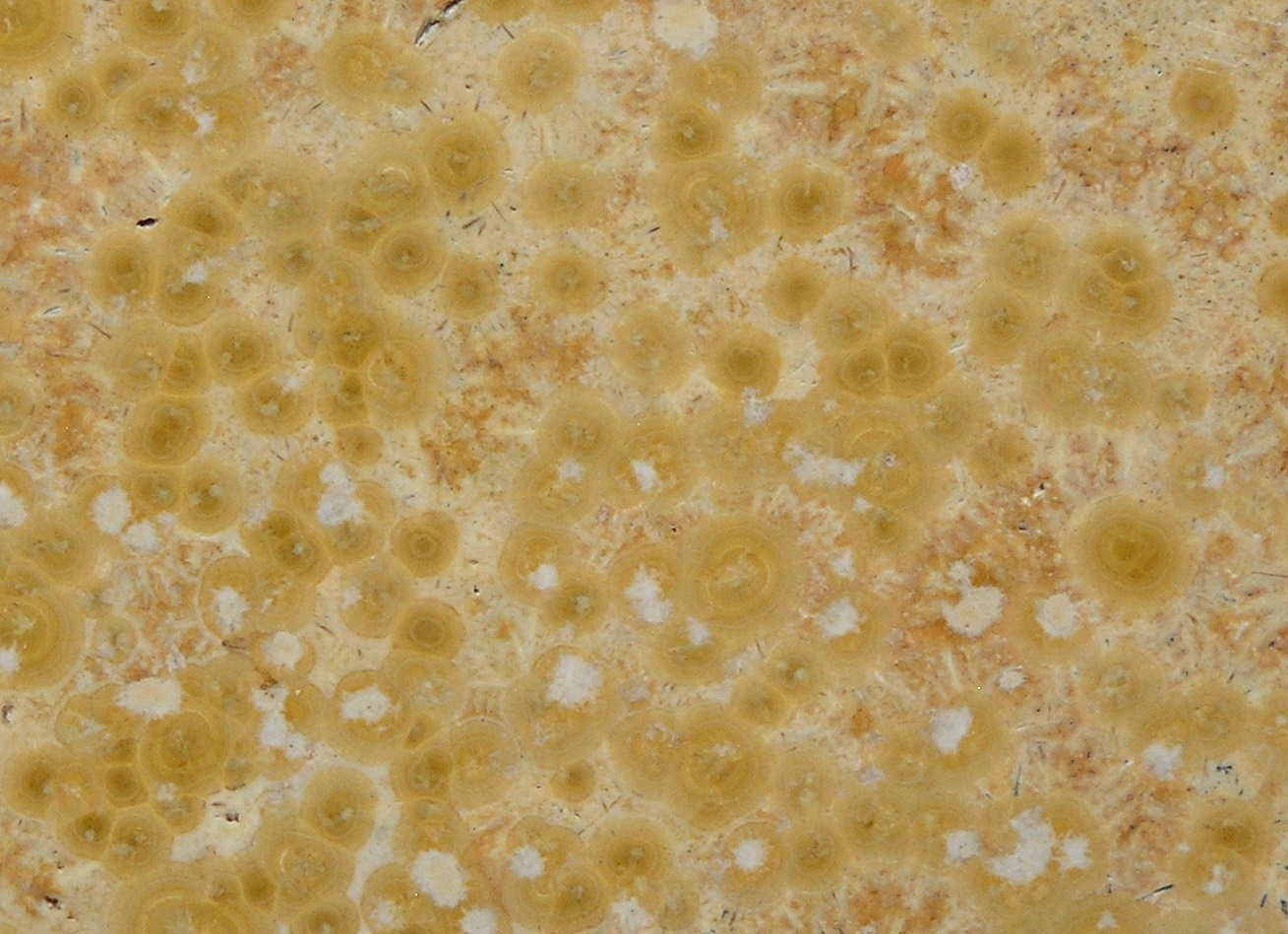
Natrolith vom Hohentwiel

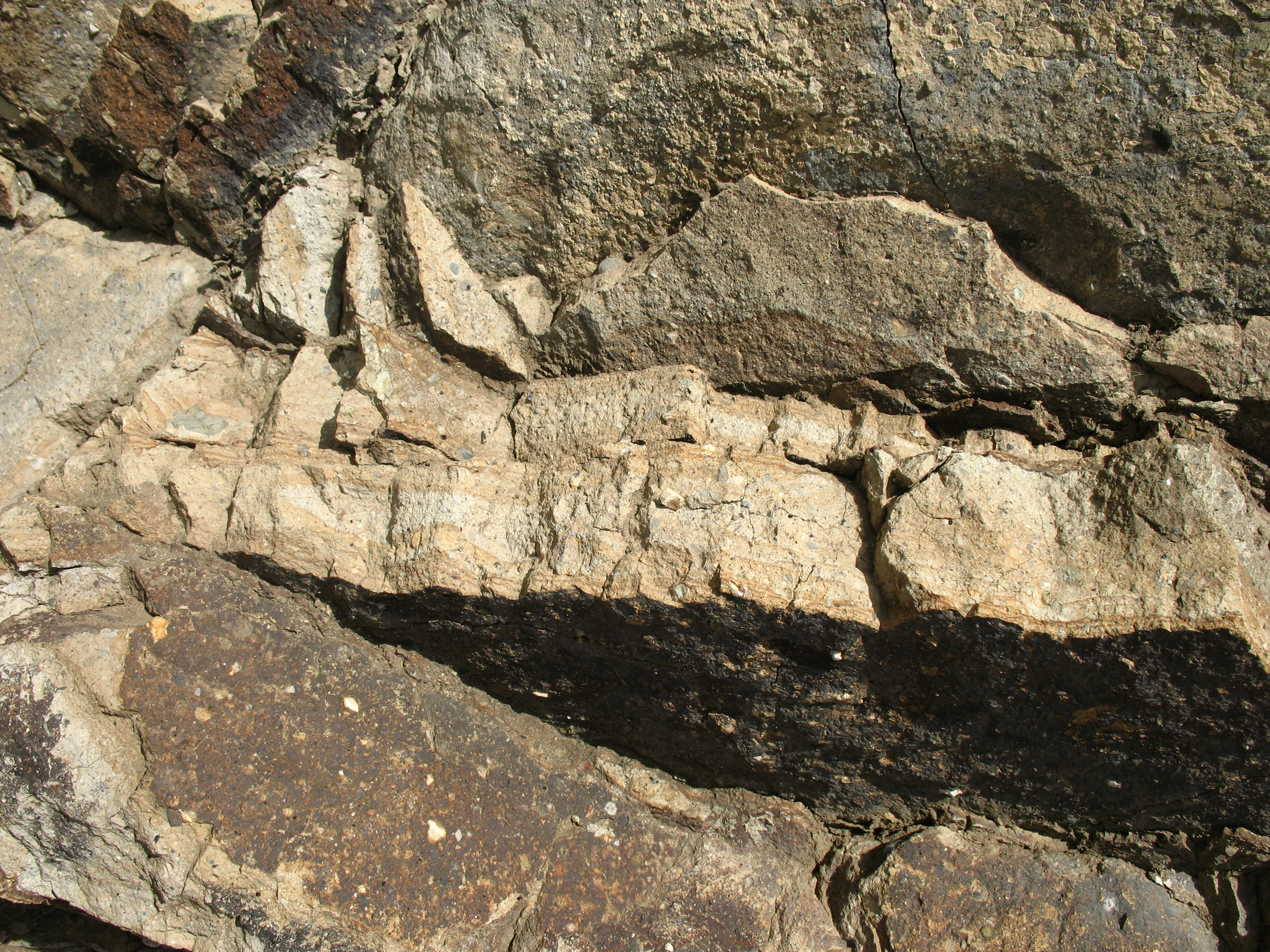
Hohentwieler Deckentuff

600 Meter unter der Erdoberfläche lagert im Bereich des Hohentwiels die nach Südost geneigte Schicht des Braunen Jura, darauf der parallel liegende Weiße Jura. 100 Meter darüber befinden sich die Schichten von Kimmeridgium und Tithonium. Diese jeweils 150 Meter mächtigen Schichten sind von der zweigeteilten Unteren Süßwassermolasse bedeckt. Dies ist zum einen die 150 Meter mächtige, aus Abtragungsmaterial jurazeitlicher Gesteine bestehende Schicht, zum anderen die darüber liegende Beckenfazies der Unteren Süßwassermolasse, die eine Mächtigkeit von 70 Metern aufweist. Es folgen die dünne Schicht der Brackwassermolasse und darüber die Obere Meerwassermolasse. Im Osten wird sie gefolgt von jüngerem Juranagelfluh der Oberen Süßwassermolasse, auf welcher eine Schicht Phonolithschutt lagert. Im Westen bildet der Deckentuff eine mächtige Schicht. Sie wird weiter westlich von Glimmersanden und Juranagelfluh der Oberen Süßwassermolasse begrenzt. Ganz im Westen des Berges werden diese von Moränenmaterial überlagert.
Der markante Kryptodom besteht aus Phonolith, einem Gestein, das seinen Namen aufgrund des hellen Klanges beim Anschlagen hat. Die Hauptbestandteile des Hohentwiel-Phonoliths sind Nephelin, Nosean, Leucit, Sanidin und Augit. Letzteres enthält Zirkon, Apatit und Titanit. Der Kieselsäure-Gehalt des Phonolith beträgt zwischen 50 und 55 Prozent. Der Gehalt an Uran beträgt 350 Gramm pro Tonne.
Die Deckentuffe bilden sowohl das Material im Schlot des Ur-Hohentwiel als auch seine Auswurfaufschüttungen im Umkreis. Es gibt vorwiegend betonartigen, grauen Deckentuff. Selten ist er locker und bräunlich-rötlich. Insgesamt sind in den Deckentuffen keine Schichtungen erkennbar. Der Kieselsäuregehalt der ausgeworfenen Lava betrug vermutlich um die 35 Prozent. Inhaltsmaterialien der Tuffe sind vulkanische Kristalle, Lapilli und vulkanische Bomben. Diese „Auswurflinge“ sind zu 20 Prozent Granite, Syenite und Diorite des Grundgebirges, 15 Prozent Kalksteine des Weißjura, hauptsächlich Massenkalke und Schwarzjura- sowie Braunjura-Tonsteine.
An Mineralen enthalten die bis zu vier Zentimeter durchmessenden Lapilli vor allem Biotit, Hornblende, Montmorillonit, Calcit, Magnetit und Pyroxene. Diese Zusammensetzung ist identisch mit der des umgebenden Tuffgesteins. Eine Besonderheit des Hohentwiel-Tuffs sind Opal-Knollen.

## Klima

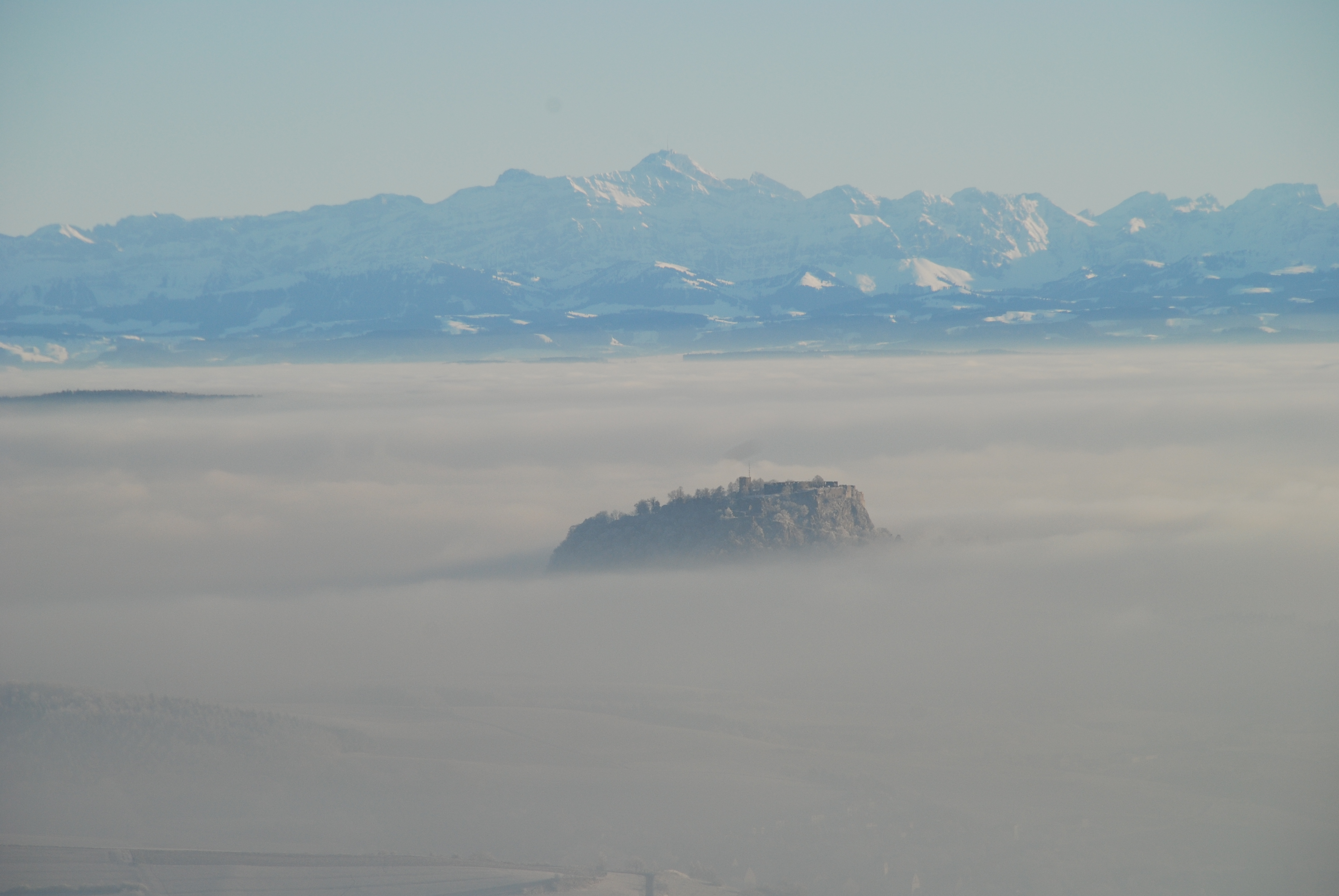
Winterliche Nebel-Wetterlage: Hohentwiel und Säntis

Die Klimazone, in der der Hohentwiel liegt, ist nach der Köppen-Klassifikation „feuchtgemäßigt mit warmen Sommern“ (Cfb). Der Berg liegt in der globalen Westwindzone im Windschatten von Vogesen, Schwarzwald und Jura. Die Niederschläge verringern sich durch ihren Fall an den Barrieren. Sommergewitter machen die Monate Juni und Juli zu den niederschlagreichsten. Weiteren Einfluss haben Föhn-Wetterlagen, die die Lufttemperatur temporär erhöhen können. Auch das Mesoklima des Bodensees beeinflusst das Klima am Hohentwiel. Im Winter verhindert der See als Wärmespeicher tiefe Temperaturen. Die Wassermasse führt im Herbst und im Winter oft zur Nebelbildung, die eine starke nächtliche Abstrahlung verhindert.
Seit dem 27. Dezember 1998 unterhält der private Wetterdienst Meteomedia eine Wetterstation auf dem Kirchturm der Festungsruine, die Temperatur und Windgeschwindigkeit misst. Der Deutsche Wetterdienst besitzt eine nebenamtliche Wetterstation am nördlichen Ausläufer des Hohentwiel. Auf dem Gelände des Schwärzehofes werden Niederschlag, Temperatur, Luftfeuchtigkeit und Erdwärme gemessen. Laut Meteomedia war der Hohentwiel 2007 mit 2142 Sonnenstunden nach Scheidegg der zweitsonnenreichste Ort Deutschlands. 2008 wurden 2057 Stunden gezählt, was den vierten Platz bedeutete. Der Orkan Lothar hatte seine europaweit höchste gemessene Windgeschwindigkeit mit 272 km/h auf dem Hohentwiel. Die Richtigkeit dieser Messung wird allerdings bezweifelt.

## Natur
Der größte Eingriff in das Erscheinungsbild des Berges war 1890, als 12.000 Bäume zur Aufforstung gepflanzt wurden. Seit dem Mittelalter war der Berg relativ unbewaldet gewesen. 1923 wurden 20 Hektar Wald im Steilgebiet als Bannwald geschützt, da nach dem Ersten Weltkrieg verstärkt Holzdiebstähle vorkamen. 1941 wurde das erste Naturschutzgebiet mit einer Fläche von 108 Hektar am Hohentwiel ausgewiesen; 2004 wurde es auf 138 Hektar erweitert. Das Naturschutzgebiet umfasst den gesamten Berg zwischen Singen und Twielfeld und 19 Hektar Bannwald. Im Osten, Süden und Westen wird es vom ebenfalls 2004 eingerichteten 63 Hektar großen Landschaftsschutzgebiet mit Ruine, Staatsdomäne und Grünflächen am Fuß des Hohentwiel umrahmt. Die Gebiete sind auch Teil von Natura 2000, einem Schutzprojekt der Europäischen Union.
Siehe auch → Hohentwiel (Naturschutzgebiet)

Siehe auch → Hohentwiel/Hohenkrähen (Vogelschutzgebiet)
Rund um den Hohentwiel führt der sogenannte Vulkanpfad Hohentwiel. Der drei Kilometer lange Lehrpfad umrundet den Hohentwiel ungefähr auf der 600-Meter-Höhenlinie. Anhand von zwölf Stationen mit Schautafeln werden hauptsächlich Informationen zur Flora und Fauna gegeben, aber auch geologische und den Weinbau betreffende Inhalte werden vermittelt.

### Vegetation

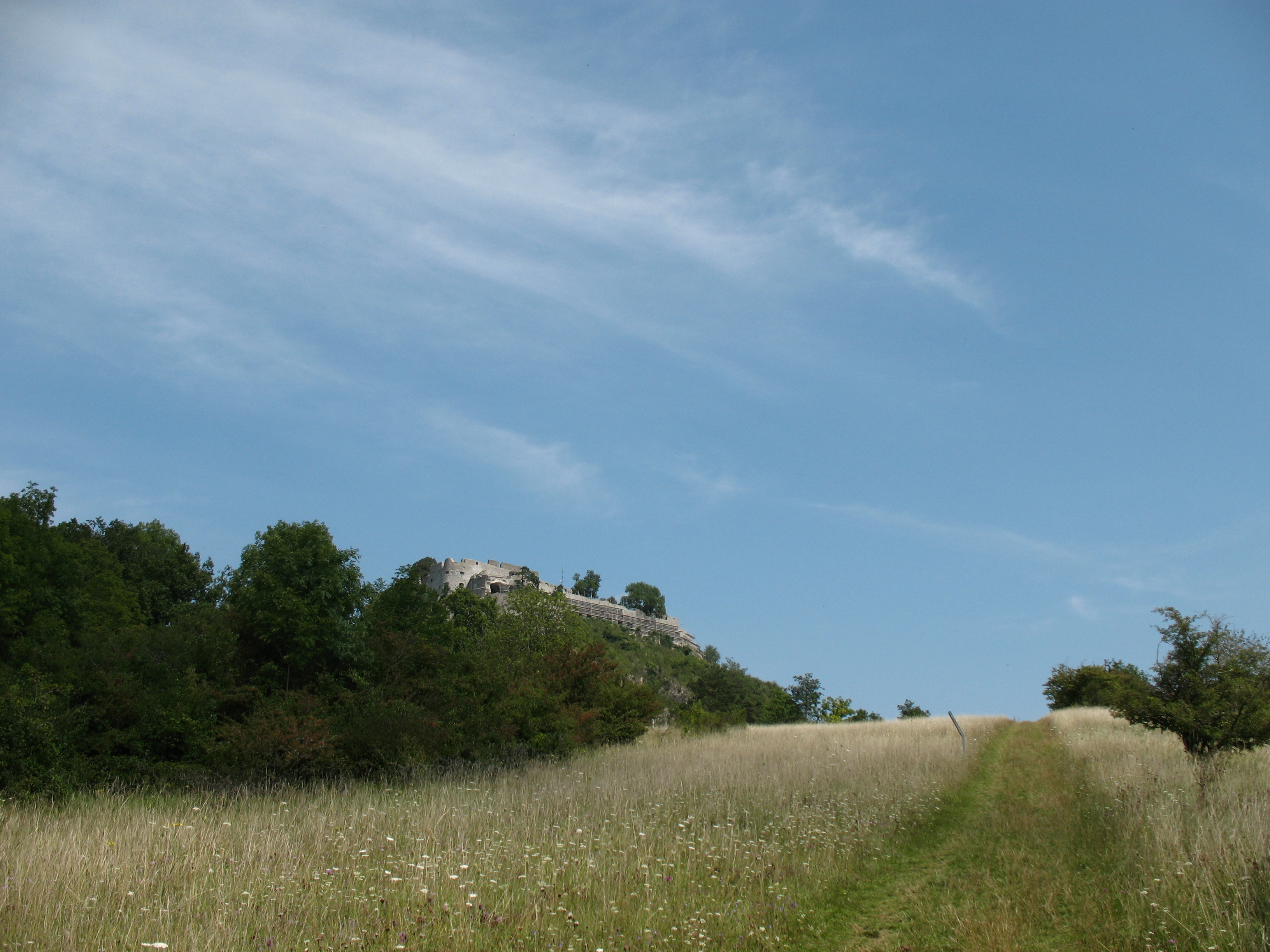
Trockenrasen

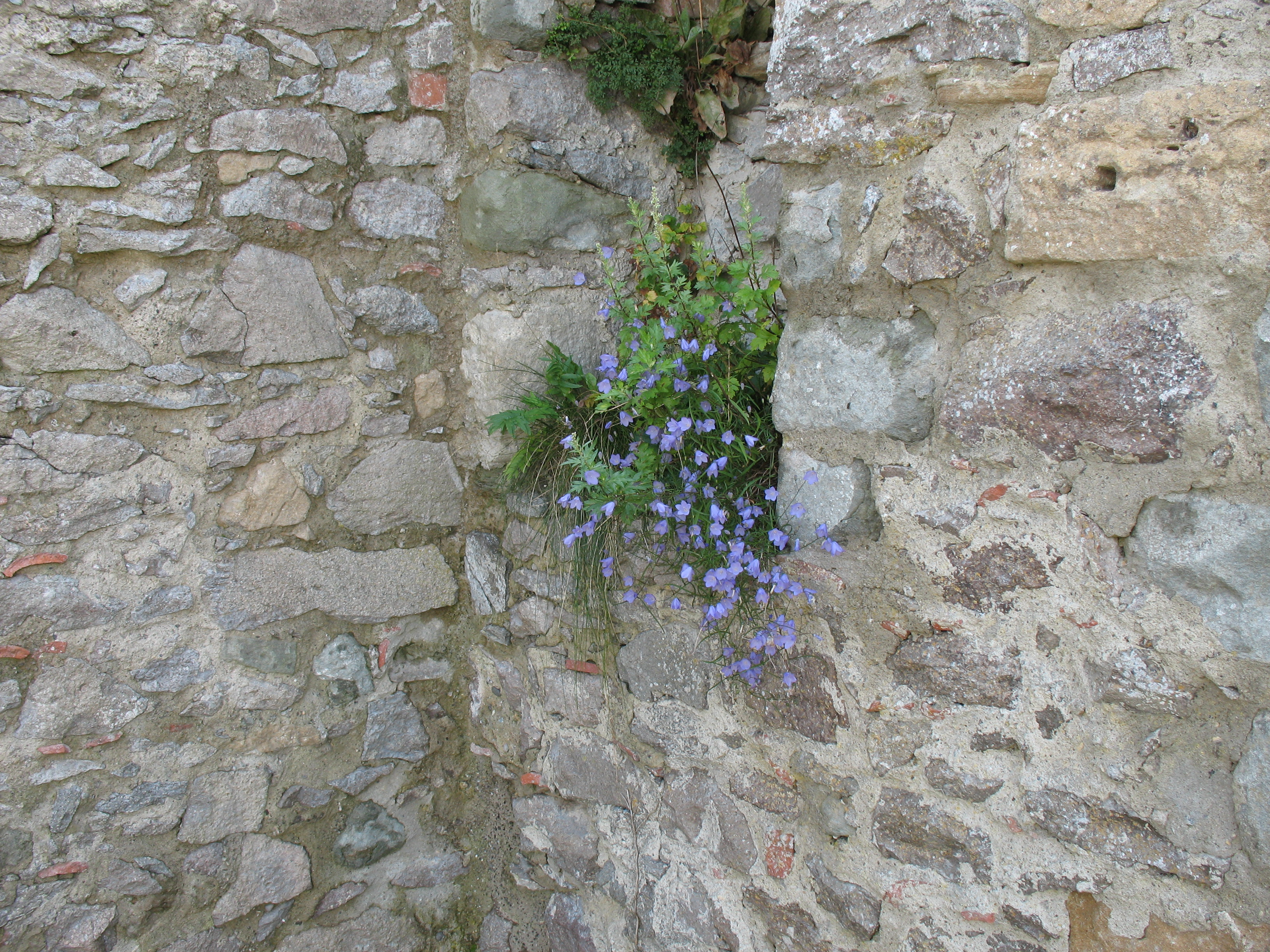
Glockenblume

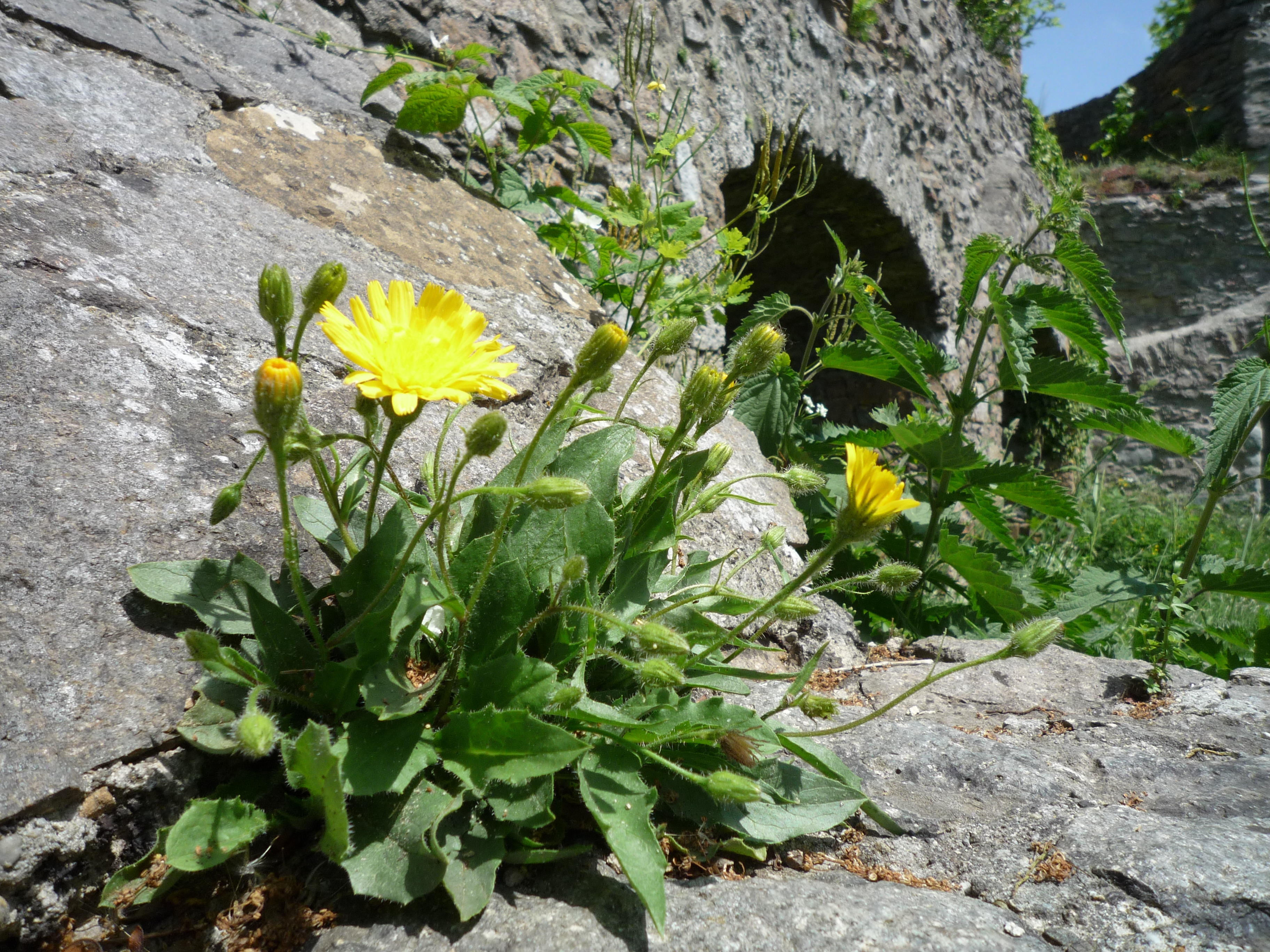
Niedriges Habichtskraut

Am Hohentwiel gedeihen an verschiedenen Plätzen seltene Pflanzenarten. Auf der südlichen Seite sind es eher mediterrane und auf der nördlichen Seite eher skandinavische Arten. Größere Teile bestehen aus Waldungen und Trockenrasen.
Am Süd- und Westhang ist der Boden trocken und steinig und bildet die Grundlage für den Trockenrasen. Die steilen Hangteile sind den Sonnenstrahlen besonders stark ausgesetzt, so dass die hier wachsenden Pflanzen besondere Abwehrstrategien entwickeln müssen. Die Gewöhnliche Kuhschelle schützt sich beispielsweise mit dichtem Haarbewuchs. Oberhalb der Weinberge Twielfelds ist der Deckentuff kaum mit Humus bedeckt. An den nackten, sehr trockenen Felsen wachsen Gold-Aster, Breitblättriger Thymian, Blaugrünes Labkraut, Färberkamille, Glanz-Lieschgras und Blauer Lattich. Eine Sonderrolle nimmt der Ysop ein. Er ist vermutlich aus den Burgkräutergärten ausgewildert und stellt das bedeutendste Vorkommen seiner Art in Deutschland dar. Weitere Pflanzen sind Straußblütige Wucherblume, Pfirsichblättrige Glockenblume, Rundblättrige Glockenblume, Sonnenröschen, Gewöhnliche Kratzdistel, Möhre und Echtes Labkraut. Auch Steppenpflanzen wie Ähriger Ehrenpreis und Hainsalbei befinden sich im Rasen. Auf dem kargen, verwitterten Tuff sind Pflanzen wie Vogel-Wicke, Süß-Tragant, Bunte Kronwicke und Weißer Steinklee im Vorteil, die Stickstoff direkt aus der Luft aufnehmen können. Durch die Beweidung mit Schafen und Ziegen kann verhindert werden, dass Fransenenziane und Silberdisteln durch wuchernde, schattenspendende Gräser verdrängt werden. Im Frühling gedeiht auf den Weiden die Echte Schlüsselblume. In den südwestlich exponierten Weinbergen wachsen Kugeldisteln, Schwarznesseln und Rundblättriger Storchschnabel. An Sträuchern kommen hauptsächlich Schlehdorn, Rosenarten wie die Wein-Rose, Liguster und die Gemeine Hasel vor.
An der Ost- und Südostseite, dem Olgaberg sind Halbtrockenrasen beheimatet. Hier wachsen Wiesensalbei, Karthäuser-Nelke, ebenfalls der breitblättrige Thymian und die Tauben-Skabiose. Als Strauch kommt der Weißdorn vor.
Die kühleren, feuchteren Standorte auf der Nordseite sind größtenteils mit Wald bewachsen. Diese Bedingungen bevorzugen Pflanzen wie Wald-Geißbart, Gold-Hahnenfuß, Männliches Knabenkraut oder Kriechende Gämswurz. An den schattigen Phonolithschutthalden wachsen Bärlauch, Hohler Lerchensporn und Gelbes Windröschen. Auf den Schafweiden gedeiht die Nickende Distel.
Auf den Felsbändern des Phonolith-Pfropfes wachsen Weiße Fetthenne, Berg-Lauch, Pfingstnelke, Dach-Hauswurz und Berg-Steinkraut, ebenso wie Mauer-, Nordischer und Schwäbischer Streifenfarn.
Mit niedrigen Eichen, Felsenbirnen und Blauroter Steinsame ist der Übergang vom Hang zum steilen Fels bewachsen.
Zahlreiche Spezialisten wachsen in den unverputzten Mauerfugen der Burgruine, teilweise häufiger als am natürlichen Fels. Dazu gehören Niedriges Habichtskraut, Berg-Steinkraut, Buckel-Fetthenne, Blauer Lattich, Rispen-Steinbrech und Dreiblättriger Baldrian.
Es gibt zwei verschiedene Waldzusammensetzungen um den Phonolitkegel. Zum einen sind dies Spitzahorne und Sommer-Linden, zum anderen Eschen, Ulmen und Ahorne. Der erste Waldtyp wächst vermehrt an den Südhängen und bildet dort einen Steppenheidewald zusammen mit Feldahorn, Stieleiche und Hainbuche.
In den Wäldern auf der Nordseite gedeiht ebenfalls die Sommer-Linde, dort aber in Verbindung mit Bergahorn, Esche und Bergulme.

### Tierwelt

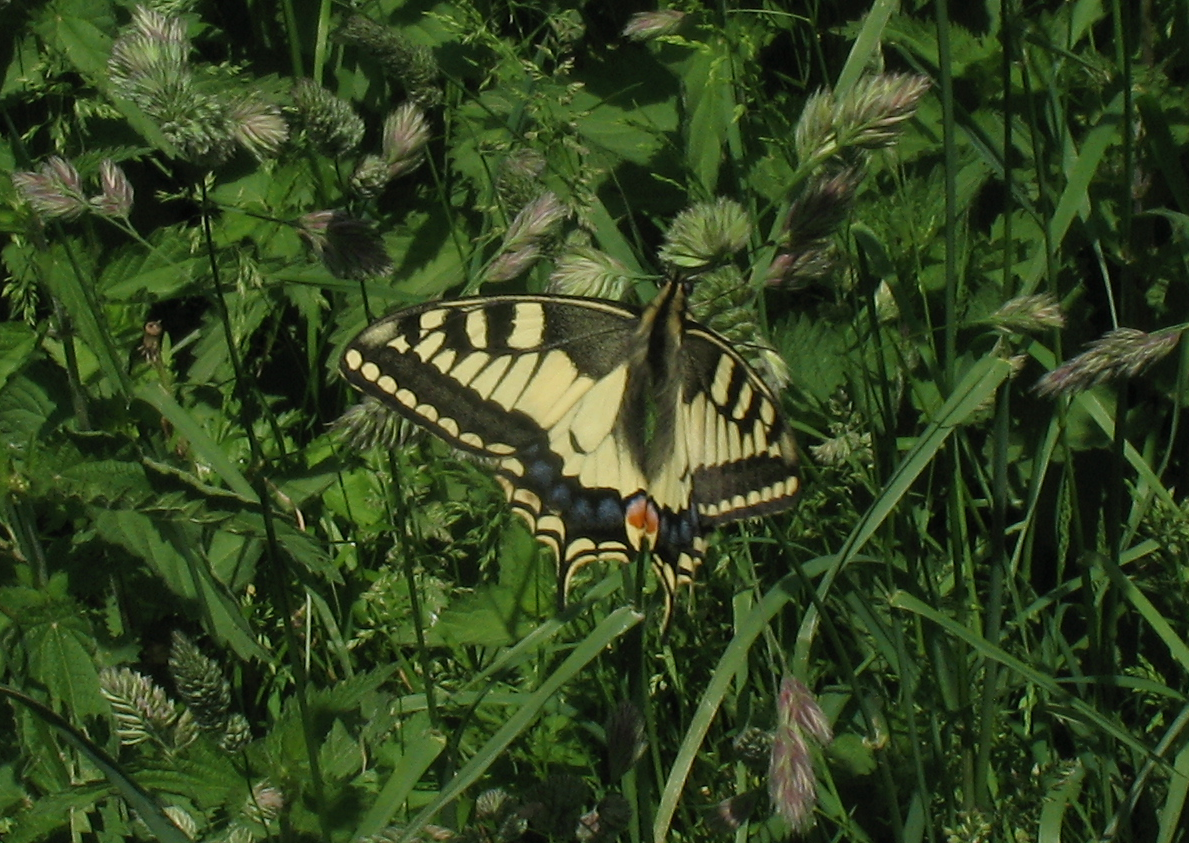
Schwalbenschwanz

Die Trockenrasen sind die Heimat für verschiedene Tierarten. Dort leben die Schmetterlinge Himmelblauer Bläuling, Hauhechel-Bläuling, Schachbrett, Schwalbenschwanz und die Blauflüglige und Rotflügelige Ödlandschrecke, die Schlingnatter und die Käfer Grauflügliger Erdbock, Matter Pillenwälzer sowie der Dunkelblaue Laufkäfer.
In den Felsen und am Berg brüten der Wander- und der Turmfalke, der Kolkrabe und der Neuntöter. In der Ruine leben die Italienische Schönschrecke und Mauereidechsen.
Zwischen den Reben der Weinberge leben die Blauflügelige Ödlandschrecke und der Braunfühlerige Schnellläufer.

### Eschenfällung und Steinschlag 2019
Zunächst mussten zu Beginn des Jahres 2019 ungefähr 700 Eschen an den Hängen des Hohentwiels gefällt werden. Diese waren vom Falschen Weißen Stängelbecherchen befallen und bedrohten durch abbrechende Äste oder umstürzende Bäume die Besucher, weshalb sie aus Gründen der Verkehrssicherungspflicht gefällt werden mussten. Die gefällten Bäume werden zu 60–70 % als Totholz vor Ort belassen, auf eine umfangreiche Aufforstung wurde verzichtet. Ende April 2019 sorgte dann ein Steinschlag im Bereich der Festungsruine für eine anhaltende Sperrung für Besucher. Deshalb war bis zum Juli 2020 nur die Karlsbastion zugänglich. Zunächst wurden lose Gesteinsstücke abgeräumt, die weiteren Sicherungsmaßnahmen waren noch nicht abschätzbar, da diese beispielsweise auch noch ausgeschrieben werden mussten. Im November 2019 wurde ein Geröllfangzaun auf der westlichen Hangseite in Richtung Hilzingen installiert, der aber nur kurzer Zeit später durch einen neuen Steinschlag mit etwa eine Tonne Gesteine beschädigt wurde. Es war deshalb geplant, ein 75 Quadratmeter großes Drahtgeflecht am Hang anzubringen.

## Besiedelung
Am Hohentwiel sind für die Zeit um 7500 v. Chr. erstmals menschliche Siedlungsspuren nachgewiesen. Beim Bau des Hohentwiel-Tunnels wurden jungsteinzeitliche Siedlungen gefunden. Östlich des Hohentwiel (Offwiese) fanden sich Spuren der Rössener Kultur (4500 v. Chr.). Bei der Erweiterung des Hegau-Bodensee-Klinikums (Torkelweg) in Singen 1998 wurden Gegenstände der La-Hoguette-Gruppe (6. Jahrtausend v. Chr.) entdeckt. An der gleichen Stelle befand sich in der Bronzezeit eine Keltensiedlung.

## Burg und Festung

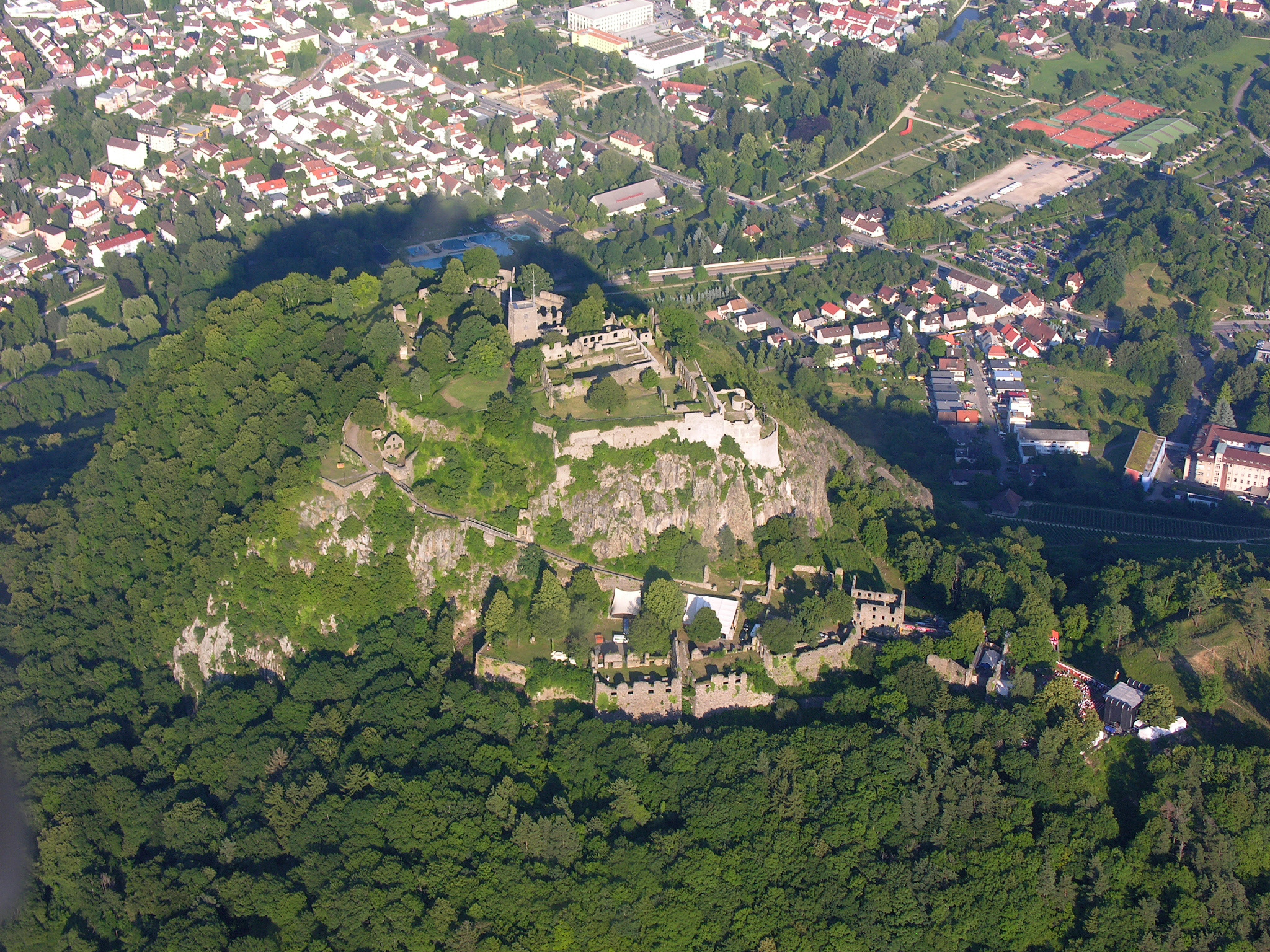
Festungs-Luftbild mit Hohentwiel-Festival

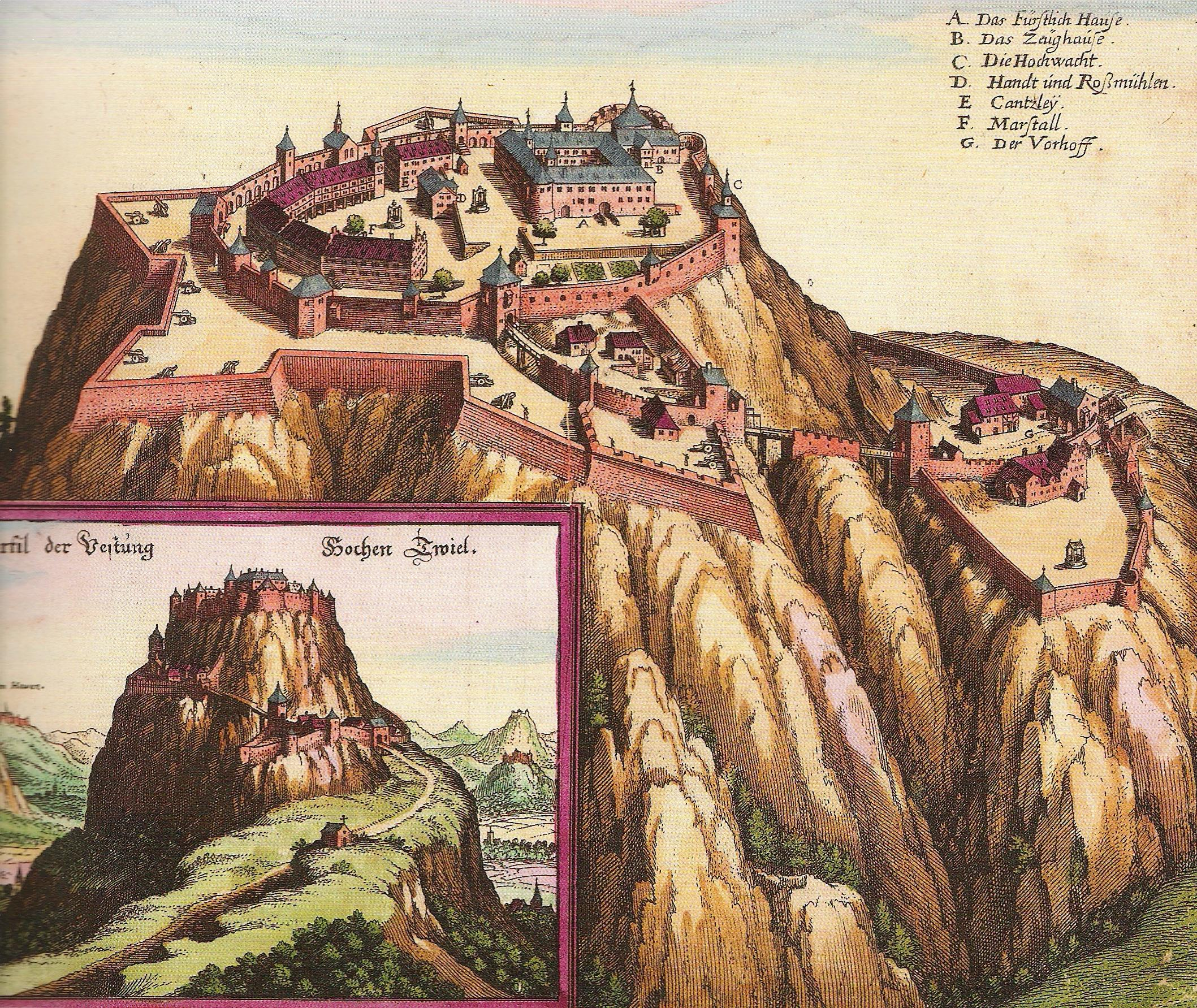
Festung 1643

Die ehemalige Festung ist mit einer Größe von neun Hektar eine der größten Burgruinen Deutschlands. Sie gliedert sich in die Untere Festung am Westhang und die Obere Festung auf dem Gipfel des Hohentwiel. Erhalten sind zahlreiche Gebäude und Verteidigungsstrukturen. Der Turm der Kirche kann bestiegen werden. Seit 1969 finden Festivals auf Hohentwiel statt. Heute findet es unter dem Namen Hohentwiel-Festival statt und jedes Jahr haben bekannte Musiker ihre Auftritte.

### Mittelalter
Die Geschichte des Hohentwiel ist geprägt durch die Burg Twiel und die Festung Hohentwiel. Sie beginnt um 915, als eine Befestigung am Hohentwiel belagert wurde. Damals war Burchard II. Herr von Twiel. Um welche Art von Befestigung es sich handelte, ist nicht bekannt; vermutet wird eine Erde-Holz-Konstruktion. Ebenfalls ist ungeklärt, ob sie sich bereits auf dem Gipfel befand. 970 begannen Burchard III. und seine Frau Hadwig damit, auf dem Twiel ein Kloster einzurichten. Nach dem Tod Burchards lebte seine Witwe weiter auf Twiel. Im 11. Jahrhundert kam der Twiel in die Hände der Zähringer und im 12. Jahrhundert übernahmen ihn die Herren von Singen. Die nächsten Besitzer waren im 13. Jahrhundert die Herren von Klingen. In Klingenberger Besitz kam der Twiel Anfang des 14. Jahrhunderts. Er wurde bei einer Fehde zwischen den Klingenbergern und den Werdenbergern 1464 belagert, ohne dass dabei größere Kämpfe dokumentiert sind.

### Neuzeit

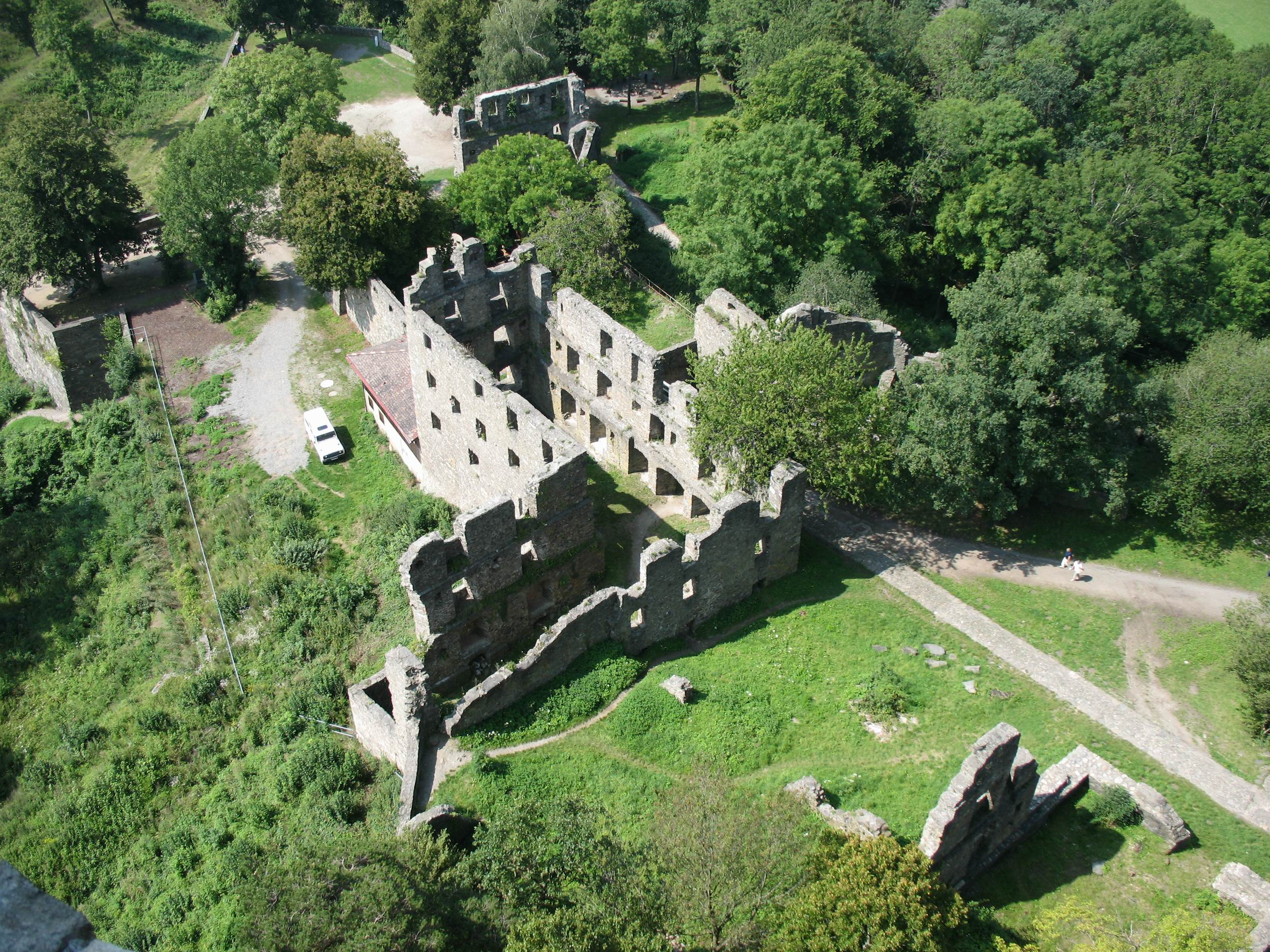
Untere Festung

1521 erwarb Herzog Ulrich von Württemberg das Nutzungsrecht für den Hohentwiel und begann ihn zur Festung auszubauen. Noch während der ersten Ausbauzeit brachen die Bauernkriege aus. Ulrich unterstützte die Aufständischen, da er sich in Opposition zu den Habsburgern befand. Kampfhandlungen gab es am Hohentwiel nicht. 1538 gelangte der Hohentwiel für 12.000 Gulden ganz an die Württemberger. Während des Dreißigjährigen Kriegs wurde der Hohentwiel in den Jahren 1635, 1639, 1640, 1641 und 1644 fünfmal erfolglos belagert.
Eine besonders prachtvolle Darstellung des belagerten Hohentwiel bietet der Zavelsteiner Pfarrer Johann Ebermaier (1599–1666) in einem als Neujahrsgruß zum ersten Friedensjahr 1649 gestaltete Heft. Es ist Konrad Widerhold als Symbolfigur württembergischer Widerstandskraft gewidmet und trägt die merkwürdige Überschrift Beschützung der Burg Zion zue, sondern Ehren und ewiger Namens Gedächtnus wie auch Glückhwünschung eines friden- und frewdenreichen Newen Jahres: ein türkisches Heer belagert den Hohentwiel. Die Darstellung lässt keinen Zweifel: Die „Ungläubigen“ bekämpfen die Burg Zion. Aus dem Heer der katholischen Kontingente sind die ungläubigen Türken geworden. Doch der evangelischen Besatzung gelingt die Verteidigung ihrer Burg Zion.
In den Jahren 1653, 1700 und 1735 erfolgte ein weiterer Ausbau der Festung, die mittlerweile als württembergisches Staatsgefängnis genutzt wurde. Ein bekannter Gefangener war von 1759 bis 1764 Johann Jacob Moser. 1799 wurde die Festung von den Franzosen eingenommen und 1801 geschleift. Nach 1804 kam es immer wieder zu Instandsetzungen, weil die Ruine inzwischen Touristen anzog.
Im Ersten und Zweiten Weltkrieg waren auf der Burg Fliegerwachen stationiert. Am Ende des Zweiten Weltkriegs beschossen Franzosen die Festung mit Panzern und richteten Schäden an der Bausubstanz an. Bis zum 1. Januar 1969 gehörte der Hohentwiel als ehemals württembergische Exklave in Baden zu Tuttlingen, erst dann kam er zu Singen. Die Festung verblieb jedoch beim Land Baden-Württemberg. Seit 1974 wurden bis 2009 in die Sicherung der Ruine 4,76 Millionen Euro investiert.

## Weinbau

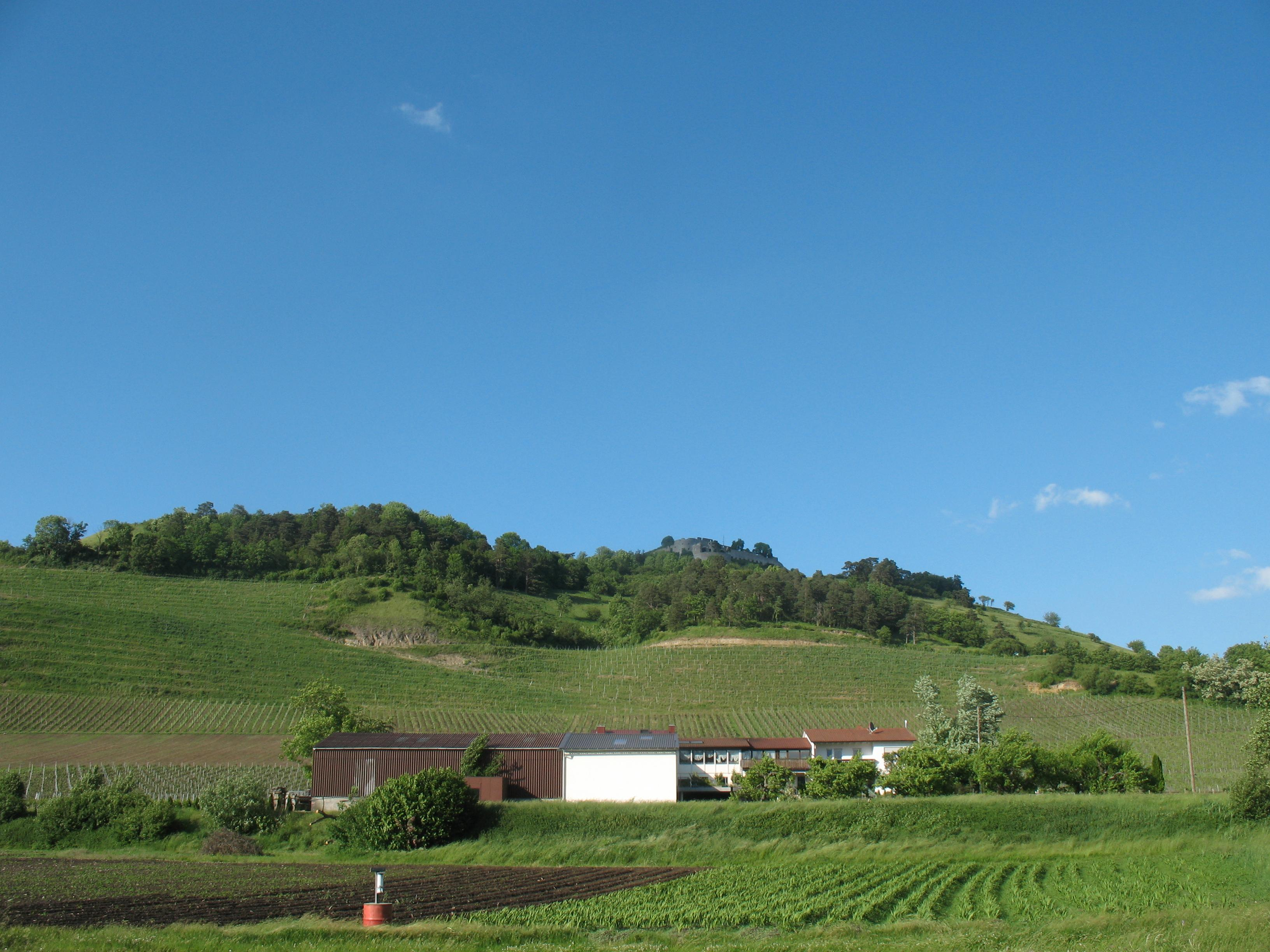
Weinanbau Elisabethenberg

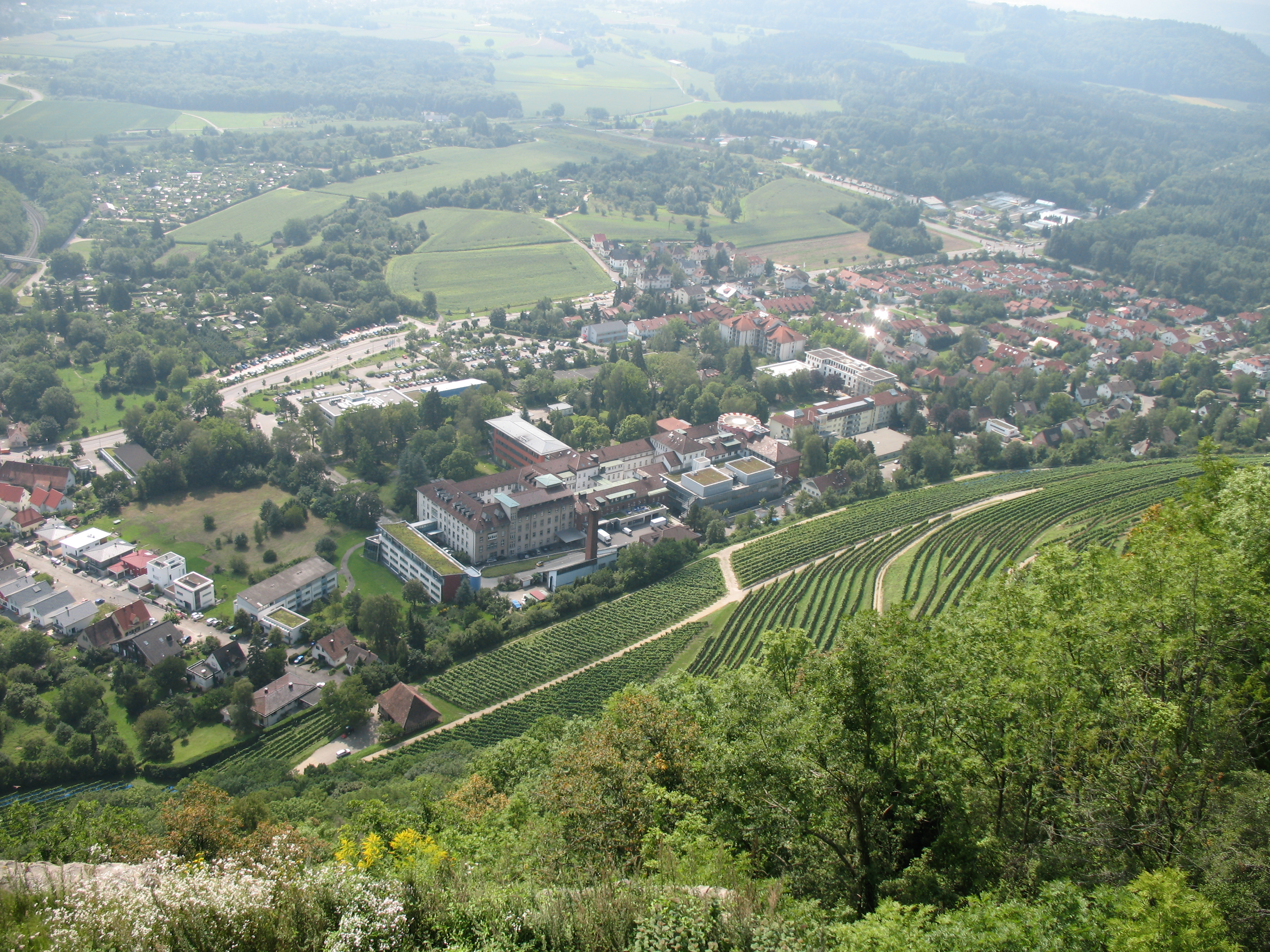
Weinanbau Olgaberg

Zwei Weinbauflächen befinden sich an den Hängen des Hohentwiel. Nach Südosten exponiert ist der Olgaberg, den das Staatsweingut Meersburg betreibt. Der nach Südwesten ausgerichtete Elisabethenberg ist im Besitz des Weinguts Vollmayer. Beide Weinberge sind die höchsten Deutschlands, wobei am Olgaberg bis auf 530 Meter und am Elisabethenberg bis auf 562 Meter angebaut wird. Standortvorteile am Hohentwiel sind die nährstoffreichen und sich gut erwärmenden Vulkanverwitterungsböden. Nach der Jahrtausendwende wurde damit begonnen, die beiden Weinberge neu zu terrassieren. Dabei werden Kleinterrassen geschaffen, die besser bewirtschaftet werden können, außerdem optimieren sie die Sonneneinstrahlung.
Der Weinbau am Hohentwiel ist seit dem Jahr 1538 belegt. Vermutet wird allerdings, dass bereits die Mönche im Jahr 970 Wein für den Eigenbedarf angebaut haben. Im 16. und 17. Jahrhundert war Wein nicht nur Getränk, sondern auch Teil des Soldaten-Soldes. Besucher der Burg trugen üblicherweise Steine als Baumaterial auf den Berg. Dafür erhielten sie Wein und durften sich im Fremdenbuch eintragen. Dort sind auch Hinweise auf den Wein enthalten. Nach der Schleifung der Burg wurden die Weinberge weiter bewirtschaftet. 1822 wurden alle Anbauflächen erstmals verpachtet und auf die besten Lagen reduziert. Schlechte Ernten zu Beginn des 20. Jahrhunderts führten zu einer Einstellung des Weinbaus im Jahr 1912.
1928 begann Robert Vollmayer sen. mit der Wiederbepflanzung der Weinberge, 1930 konnte der erste Wein geerntet werden. Die Grundstücke am Olgaberg musste er 1934 dem Verpächter zurückgeben. Weil er aber am Elisabethenberg eine weitere Fläche von fünf Hektar gepachtet hatte, konnte der Weinbau weitergehen. 1948 ging das Weingut an Robert Vollmayer jun. über, der die Anbaufläche auf 6,3 Hektar vergrößerte. Zwischen 1963 und 1968 wurde der Betrieb auf 15 Hektar erweitert, diese Größe besitzt das Weingut noch heute. Angebaute Sorten sind Müller-Thurgau, Bacchus, Grauburgunder, Weißer Burgunder, Riesling, Traminer, Kerner, Chardonnay, Spätburgunder und Dornfelder.
1949 ging der Olgaberg an Walter Fahr, Besitzer der Maschinenfabrik Fahr in Gottmadingen über. Mit der Verwaltungsreform 1969 gelangte der Weinberg in den Besitz des Staatsweinguts Meersburg. 1974 betrug die Anbaufläche 7,5 Hektar. Dort werden Müller-Thurgau, Weißer Burgunder, Blauer Spätburgunder, Riesling und Cabernet Sauvignon angebaut.

## Landwirtschaft

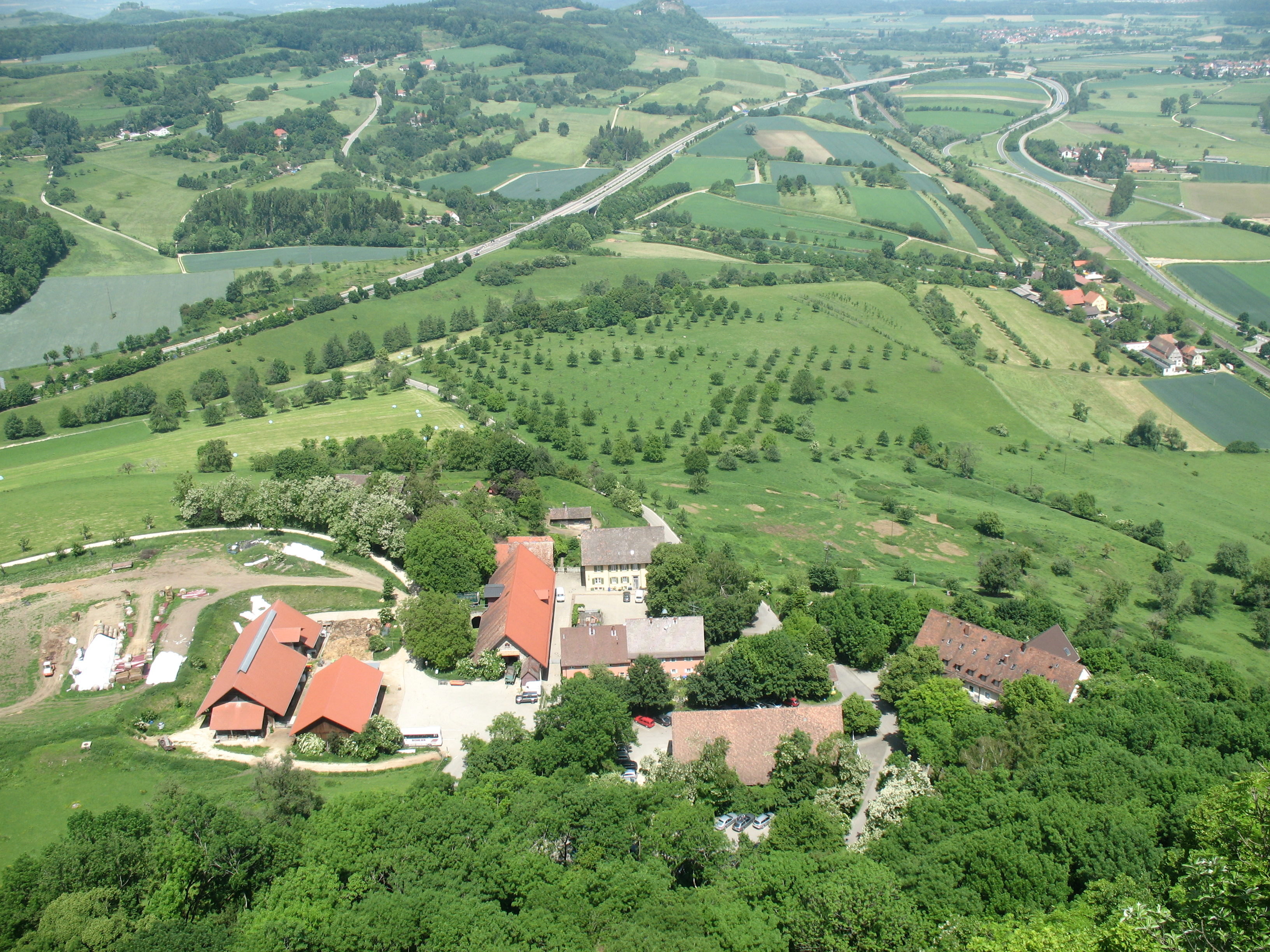
Domäne, Schwärzehof

Landwirtschaft wird an den flachen Ausläufern im Westen und Norden betrieben, die Flächen werden als Weide, Wiese oder Feld genutzt. Die Geschichte der Landwirtschaft reicht ins 16. Jahrhundert zurück. 1593 wurde der Bergmaierhof als Domäne errichtet. Er ist der Vorgänger der heutigen Domäne. Heute stehen auf den Ausläufern zwei landwirtschaftliche Güter: die landeseigene Domäne Hohentwiel und der Schwärzehof. Von der Domäne wird auf den steilen Wiesen rund um den Hohentwiel Schafzucht mit etwa 650 Schafen und 50 Ziegen betrieben. Bewirtschaftet werden die Flächen extensiv, ohne künstliche Pflanzenschutzmittel und Futterzusatzstoffen und mit nur sechs Schafen pro Hektar Weidefläche. Gleichzeitig ist diese Art der Beweidung eine Form der Landschaftspflege, die das Erscheinungsbild des Hohentwiel auf den Weideflächen prägt. Daneben betreut die Domäne rund 800 Obstbäume.

## Hohentwiel-Tunnel

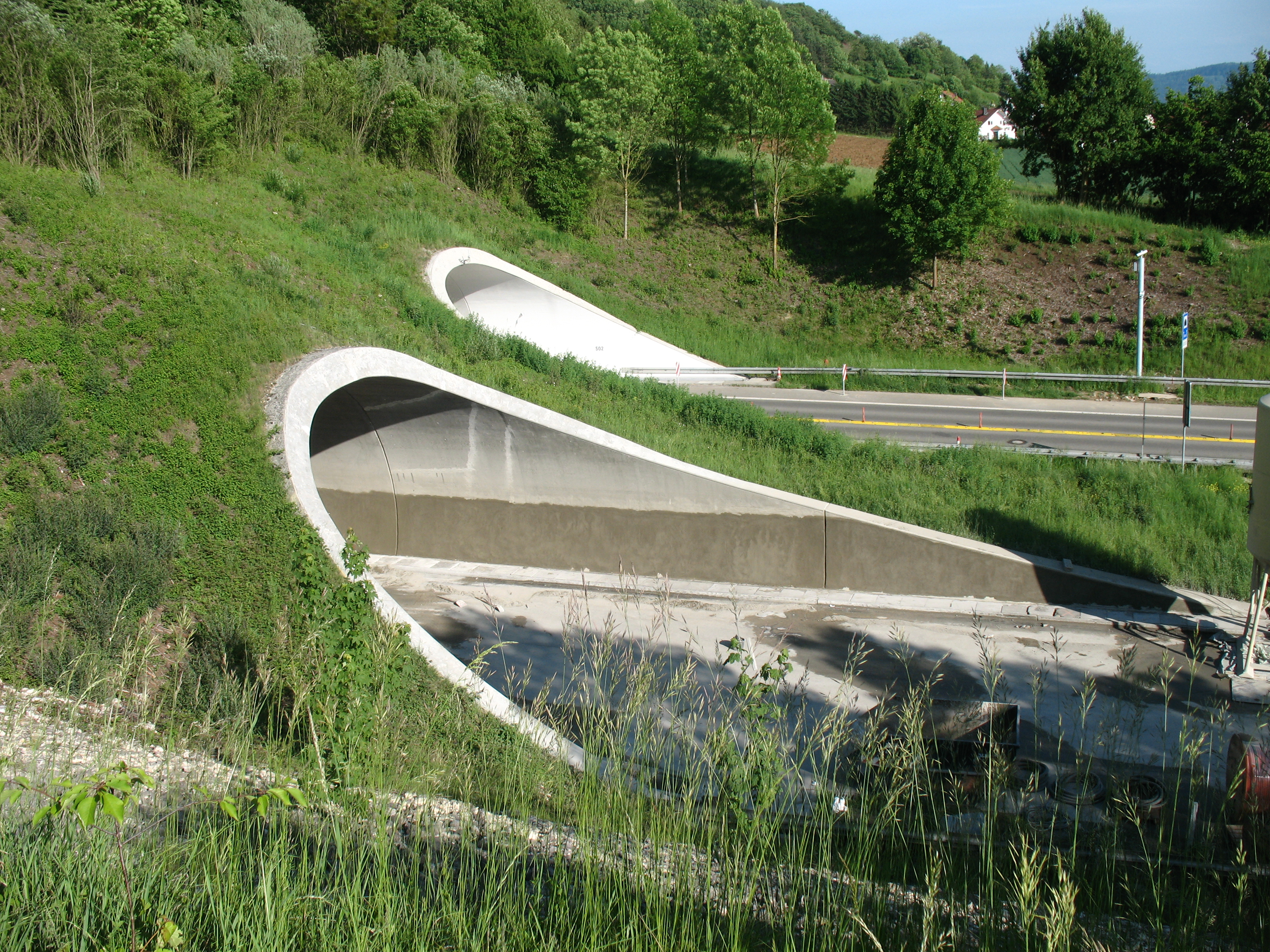
Südwestliches Tunnelportal

Die Bundesautobahn 81 führt mit dem Hohentwiel-Tunnel nordwestlich unter den Ausläufern des Hohentwiels und des Staufen hindurch. Erste Planungen für einen Tunnel unter dem Hohentwiel gab es um 1975. 1976 und 1979 fanden Probebohrungen statt. 1985 wurde mit dem Bau begonnen, der Ende Juni 1988 nach dreieinhalbjähriger Bauzeit abgeschlossen war. In zwei zweispurigen Röhren verläuft seitdem die Autobahn unter dem Hohentwiel. Die Röhre nach Norden hat eine Länge von 785 Metern und die nach Süden von 833 Metern. Die Baukosten beliefen sich auf 65 Millionen DM. Die Tunnelvariante wurde einer oberirdischen Streckenführung vorgezogen, um das Landschaftsbild relativ natürlich zu erhalten. In den Jahren 2008 und 2009 wurde der Tunnel für 4,2 Millionen Euro den Sicherheitsstandards angepasst.

## Wanderwege
Über den Hohentwiel führen neben einigen von der Stadt Singen ausgeschilderten Wanderwegen unter anderem auch der „Hegau-Panorama-Weg“ sowie der „Schwarzwald-Querweg Freiburg–Bodensee“.

## Rezeption
Über die Zeit steht der Hohentwiel bzw. die Festung auf ihm im Zentrum einiger Darstellungen:

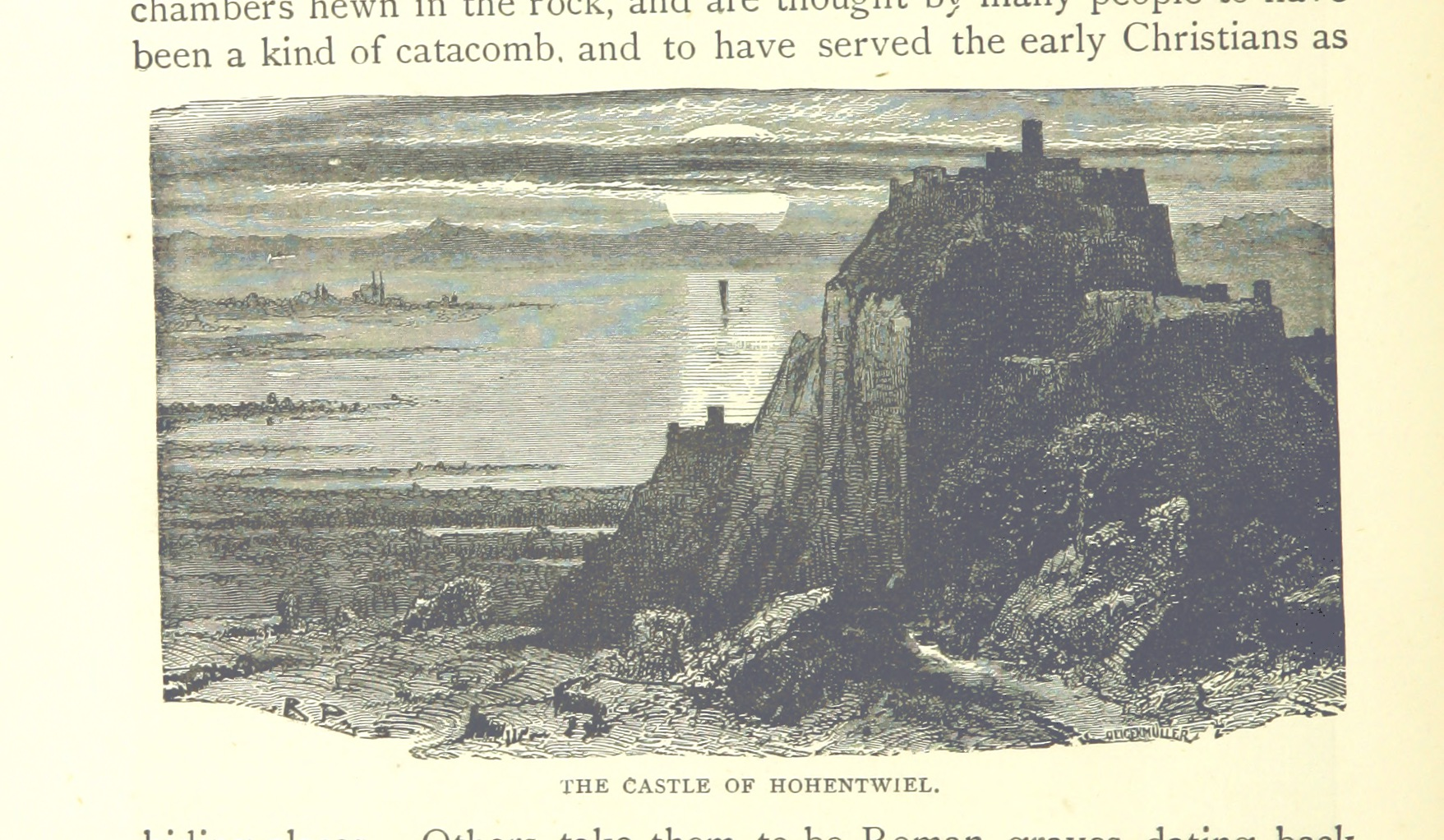
In: The Rhine, from its source to the sea, S. 58 1888, British Library
Diapositiv, 1910, 1942 koloriert durch Margrit Wehrli-Frey
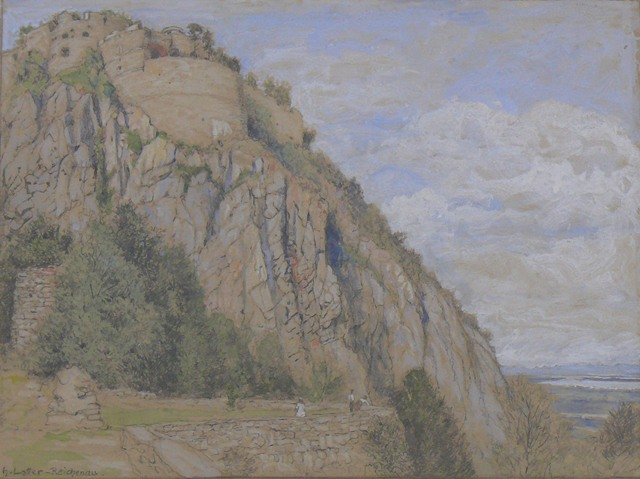
Heinrich Lotter, 1938, Aquarell, Bleistift, auf bräunlichem Tonpapier
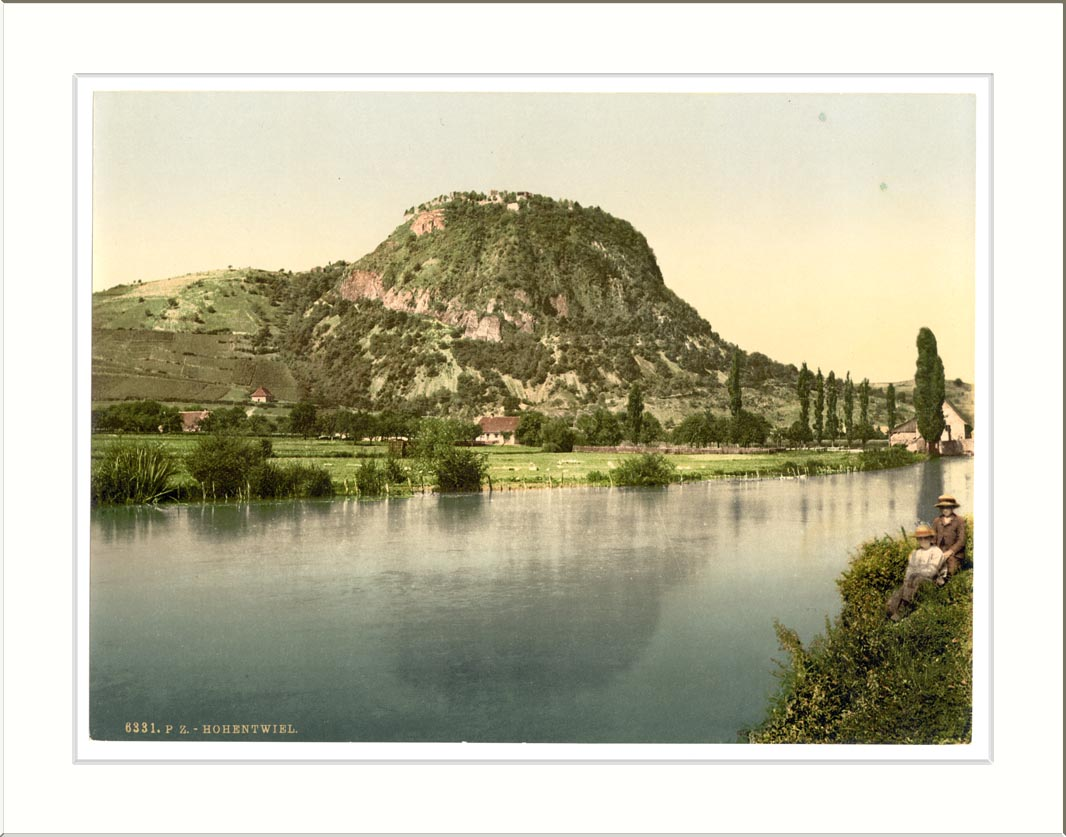
Älteres Postkartenmotiv, unbekannt
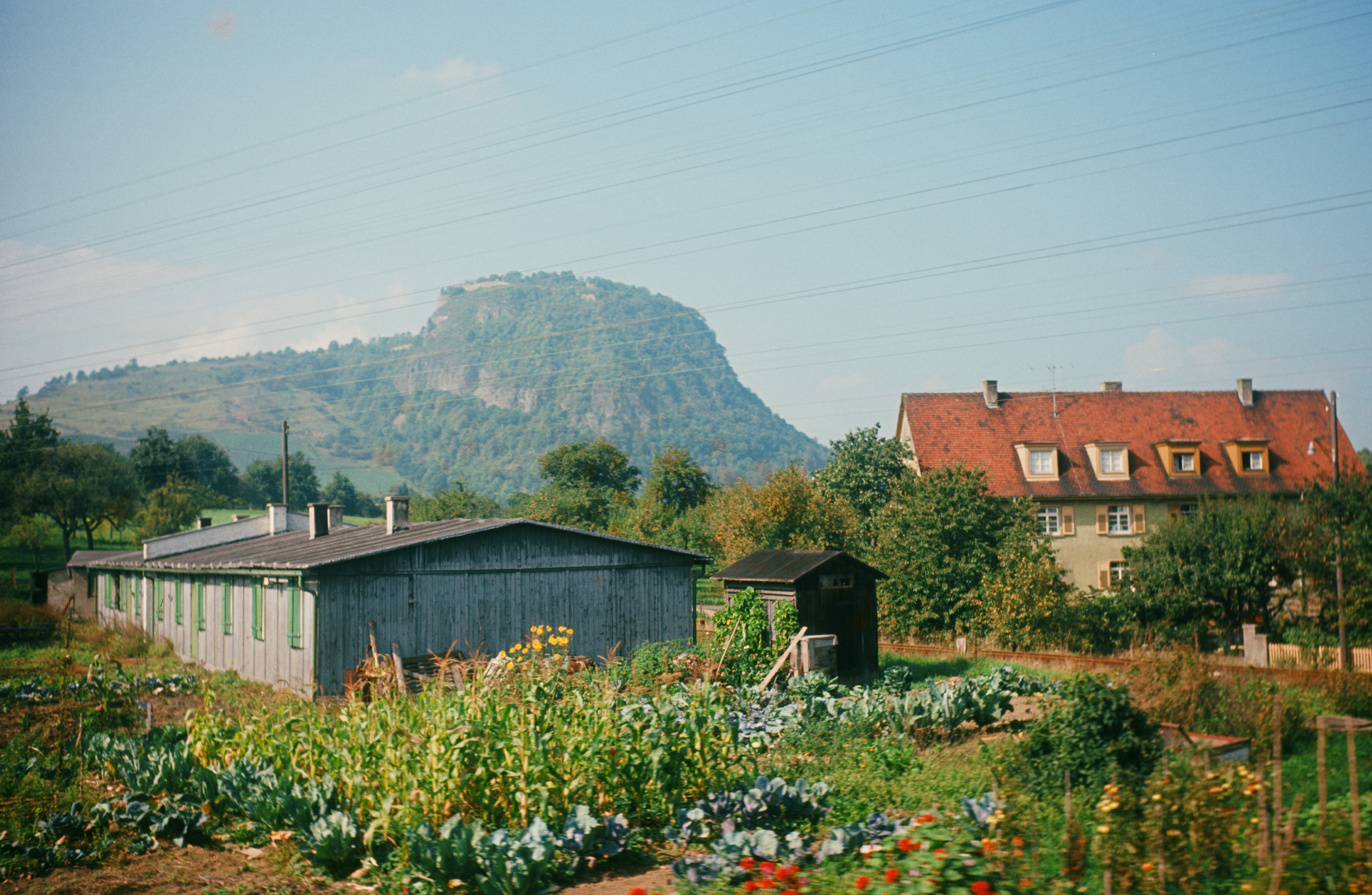
Foto, September 1963, Ernst Klöti
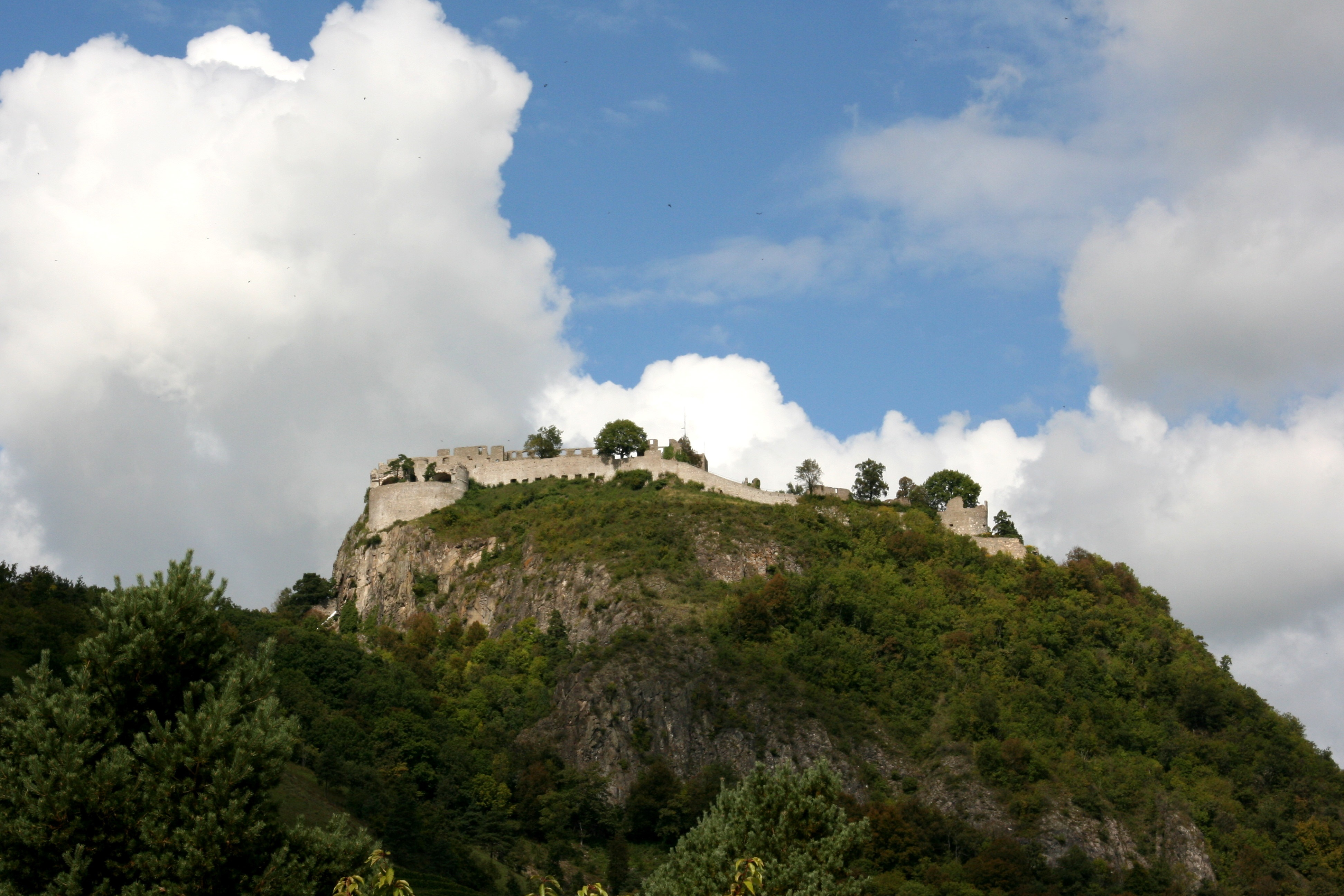
Vor Cumulus-Wolken, September 2010, Frank Vincentz